# Amenofi III
Amenofi III (ellenizzazione dell'originale Amenhotep III; nell'antica pronuncia egizia: Amāna-Ḥātpa; integralmente: Nebmaatra Amenofi) (Tebe, 1400/1390 a.C. circa – Malkata, 1350 a.C. circa) è stato un faraone egizio della XVIII dinastia.
Conosciuto anche come Amenofi "il Magnifico", regnò dal giugno 1386 a.C. al 1349 a.C. o, secondo altri studiosi, dal giugno 1388 a.C. al dicembre 1351/1350 a.C., dopo la morte di suo padre Thutmose IV. Il suo regno fu un periodo di prosperità e splendore artistico senza precedenti: con Amenofi III, l'Egitto raggiunse l'apogeo del potere, della ricchezza, della raffinatezza artistica e del prestigio internazionale, sebbene la fama di questo sovrano non si basi su alcuna impresa militare importante. Fatta eccezione per una rivolta rapidamente sedata in Nubia poco dopo l'ascesa al trono, il suo regno è unanimemente considerato un periodo di pace, sicuramente fra i più sereni e fecondi della storia egizia. Alla sua morte, suo figlio cominciò a regnare come Amenofi IV, per poi mutare il proprio nome in Akhenaton dopo 6 anni di regno.

## Famiglia

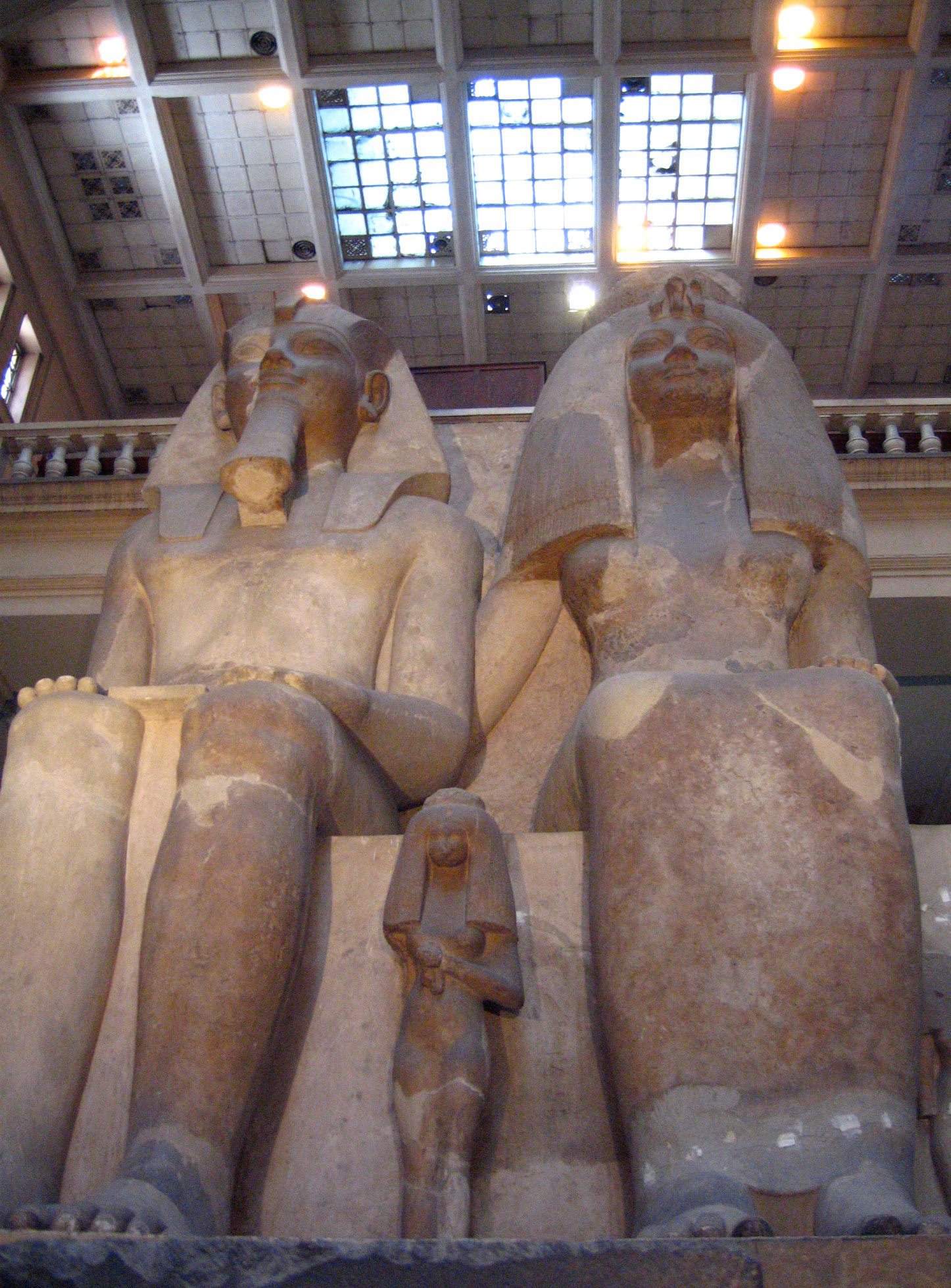
Statua colossale di Amenofi III con la regina Tiy e la principessa Henuttaneb, in pietra calcarea (JE33906). Museo egizio del Cairo. Questa scultura, alta ben sette metri, è stata rinvenuta a Medinet Habu

Il futuro Amenofi III nacque intorno al 1390 a.C. dal faraone Thutmose IV e dalla regina Mutemuia, la quale doveva essere una concubina o una sposa secondaria che ottenne i suoi titoli di prestigio ("Grande sposa reale", "Madre del re" e "Sposa del re") solo quando il figlio salì al potere, venendo inoltre così descritta:
Su una parete del Tempio di Luxor, nella stanza detta "Camera della nascita", è rappresentato il mito della nascita divina di Amenofi III: questi, per rafforzare non tanto la propria legittimità al trono, quanto la propria natura divina, fece raffigurare (esattamente come aveva già fatto il faraone-donna Hatshepsut) la ierogamia, cioè rapporto sessuale tra una divinità e un mortale, della propria madre con il dio supremo Amon (dio creatore, trascendente e creatosi da sé, protettore dei poveri e degli oppressi e oggetto di una devozione estremamente diffusa), presentatosi alla regina Mutemuia dopo aver assunto l'aspetto del marito Thutmose IV. La stirpe Tutmoside, di cui Amenofi III fu uno dei più grandi sovrani, governò l'Egitto per 150 anni, nel momento di massimo splendore della civiltà del Nilo.
Dalla Grande sposa reale Tiy, Amenofi ebbe almeno sei figli tra i quali due maschi:
- il principe Thutmose, inizialmente principe ereditario ma premorto al padre in giovane età;
- il principe Amenhotep (futuro Amenofi IV/Akhenaton);
- la principessa Baketaton;
- la principessa Sitamon;
- la principessa Henuttaneb[7];
- la principessa Iside;
- la principessa Nebetah[25].

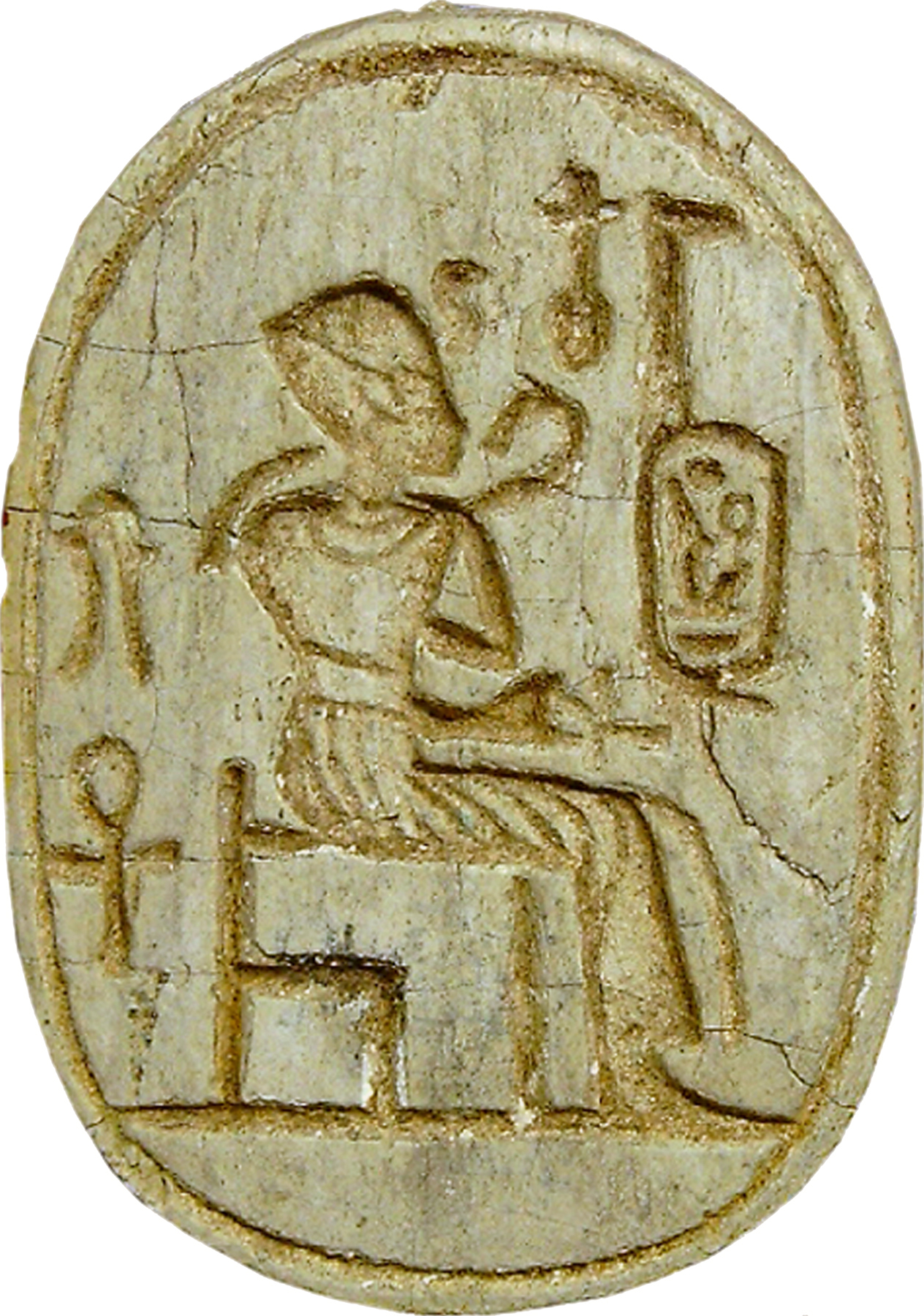
Amenofi III sulla base di uno scarabeo commemorativo. Walters Art Museum, Baltimora.

Questi prìncipi appaiono con frequenza sui monumenti del regno del padre così come su piccoli oggetti, eccezione fatta per Nebetah. Amenofi III potrebbe aver avuto un terzo figlio maschio, forse non da Tiy: il futuro enigmatico ed effimero faraone Smenkhara, che successe ad Akhenaton; altre interpretazioni vedono Smenkhara come figlio dello stesso Akhenaton. È inoltre attribuita con certezza ad Amenofi la paternità della mummia identificata come The Younger Lady, rinvenuta nella tomba KV35 della Valle dei Re (accanto alla mummia della stessa Tiy): importanti test genetici condotti nel 2010 hanno accertato che fu figlia di Amenofi III e Tiy, sorella di Akhenaton e madre di Tutankhamon. Amenofi elevò due delle quattro figlie avute da Tiy - Sitamon e Iside - al rango di Grandi spose reali, nell'ultimo decennio del suo regno.
Amenofi III ebbe numerose mogli straniere, fra cui:
- Gilukhipa (o Gilukhepa), figlia di re Shuttarna II di Mitanni, sposata nel 10º anno di regno[29];
- Tadukhipa (o Tadukhepa), figlia di re Tushratta di Mitanni, sposata nel 36º anno di regno[30];
- una figlia di Kurigalzu I, re di Babilonia[31];
- una figlia di Kadashman-Enlil I, re di Babilonia[31];
- una figlia di Tarhundaradu, un governante di Arzawa[31];
- una figlia di un governante di Ammia (odierna Siria)[31].

## Regno

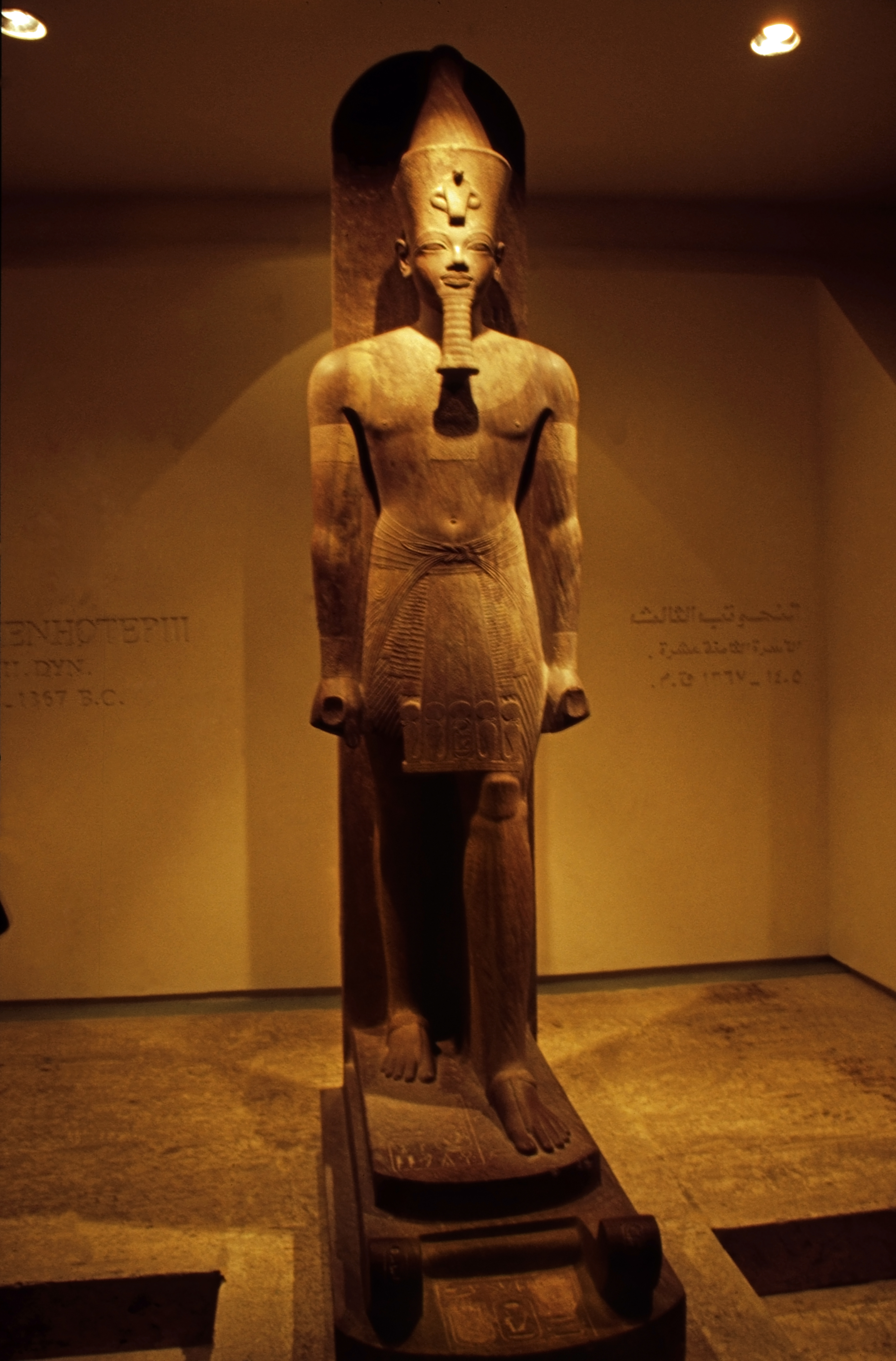
Statua di Amenofi III su slitta processionale, in quarzite. La posa è convenzionale, ma la presenza della slitta non ha riscontri nella iconografia scultorea. Il pilastro dorsale e il basamento tra i piedi e la slitta indicano che si tratta di una scultura raffigurante non il sovrano, ma una sua statua. Fu ritrovata in un nascondiglio sotto il tempio di Luxor. Luxor Museum of Ancient Egyptian Art.

Una delle principali fonti di informazioni sugli avvenimenti del regno di Amenofi III sono le Lettere di Amarna, una raccolta di tavolette, scritte nella lingua diplomatica del tempo, l'accadico, che contengono la corrispondenza tra l'Egitto e numerosi stati, piccoli e grandi, dell'area mediorientale. Inoltre, Amenofi si distingue per essere il faraone con il maggior numero di sculture che lo rappresentino: sono state scoperte e identificate ben 250 statue che, siccome coprono l'intero arco della sua vita, ne forniscono una vasta serie di ritratti per ogni momento del regno. Altra peculiarità della sua epoca fu la produzione di almeno 200 grandi scarabei commemorativi in pietra, rinvenuti nella fascia di territorio che si estende dalla Siria a Soleb in Nubia. I testi incisi su di essi commemorano i traguardi del faraone, non necessariamente realizzazioni politiche: per esempio, 123 scarabei ricordano il grande numero di leoni (102 o 110, a seconda delle interpretazioni) che Amenofi uccise nel suo primo decennio sul trono, durante battute di caccia, mentre una seconda serie, datata al 2º anno di regno, commemora l'uccisione, da parte del faraone, di 94 tori nella regione del Fayyum (il giovanissimo re vi compare già accanto alla Grande sposa reale Tiy). Altri 5 celebrano l'arrivo in Egitto di una principessa mitannica che sarebbe diventata una sua sposa, Gilukhipa, con un seguito di 317 donne (fu la prima delle molte principesse straniere inviate ad Amenofi). Il testo di uno di questi ultimi esemplari recita:

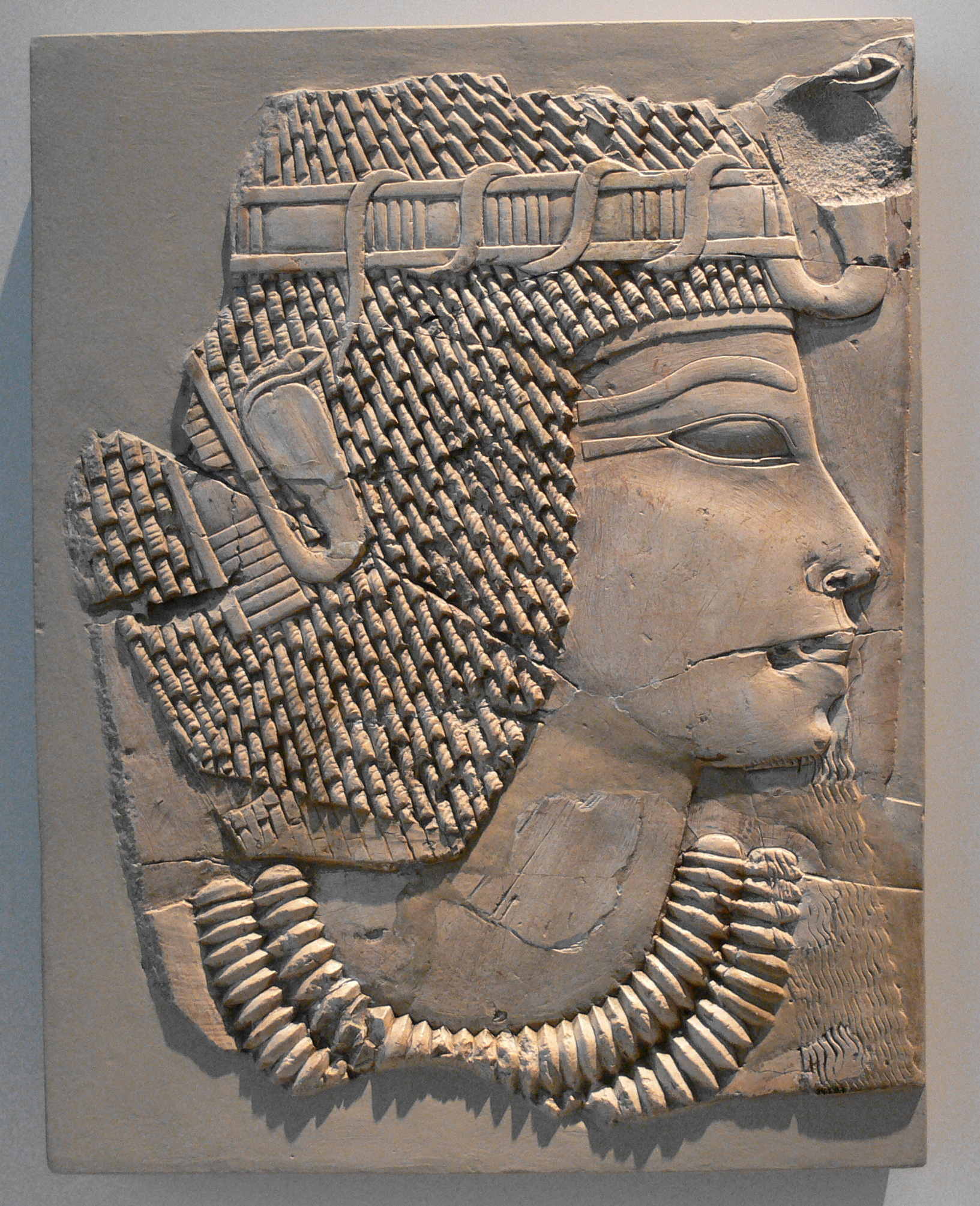
Frammento di un rilievo calcareo di Amenofi III. Neues Museum, Berlino.

### Primi anni: l'età di Amenofi III quando divenne faraone
Riguardo a un'iscrizione conservata al British Museum che descrive la madre di Amenofi, Mutemuia:
l'egittologa inglese Christine el-Mahdy ha osservato che, siccome vi compare come "Madre del Dio" - ossia come colei che ha dato alla luce il principe già incoronato faraone (il "Dio"), sembrerebbe legittimo pensare che il titolo supremo di "Grande sposa reale" le sarebbe stato attribuito verso la fine del regno di Thutmose IV, se non dallo stesso figlio Amenofi III. Non è chiamata Madre del Dio in iscrizioni precedenti (vd. il paragrafo Famiglia). Il titolo di "Grande sposa reale" era il più alto a cui una donna egizia potesse ambire: si può quindi presumere che Mutemuia ne sia stata insignita prima di generare il futuro Amenofi III. Eppure, sorprendentemente, immagini successive di lei con il figlio ne registrato il solo titolo di "Madre del re". Thutmose IV regnò per 8 anni, e perché a Mutemuia spettasse il titolo di "Sposa del re" è necessario, ovviamente, che il concepimento di Amenofi sia avvenuto al tempo dell'incoronazione di Thutmose IV o poco dopo. Collocando, per ipotesi, il concepimento del futuro Amenofi III poco dopo l'incoronazione del padre, e tenendo conto dei 9 mesi di gravidanza, Amenofi III non dovette avere più di 7 anni quando fu incoronato. Non si hanno notizie della madre Mutemuia dopo l'ascesa al trono del piccolo Amenofi, e la data della sua morte è ignota: concludendo questo ragionamento, la Dr.ssa el-Mahdy ha ipotizzato che forse morì durante il parto o poco dopo (ma prima dell'incoronazione del figlio). Molti altri studiosi ritengono invece che sia vissuta a lungo durante il regno del figlio, basandosi sulle raffigurazioni della regina nel Tempio funerario di Amenofi III, edificato molti anni dopo l'incoronazione, e sulla menzione di un suo possedimento terriero in una etichetta rinvenuta nel palazzo di Malkata, pure costruito quando Amenofi III regnava già da diverso tempo; in questo caso, avrebbe verosimilmente svolto le funzioni di reggente durante la minore età del figlio.

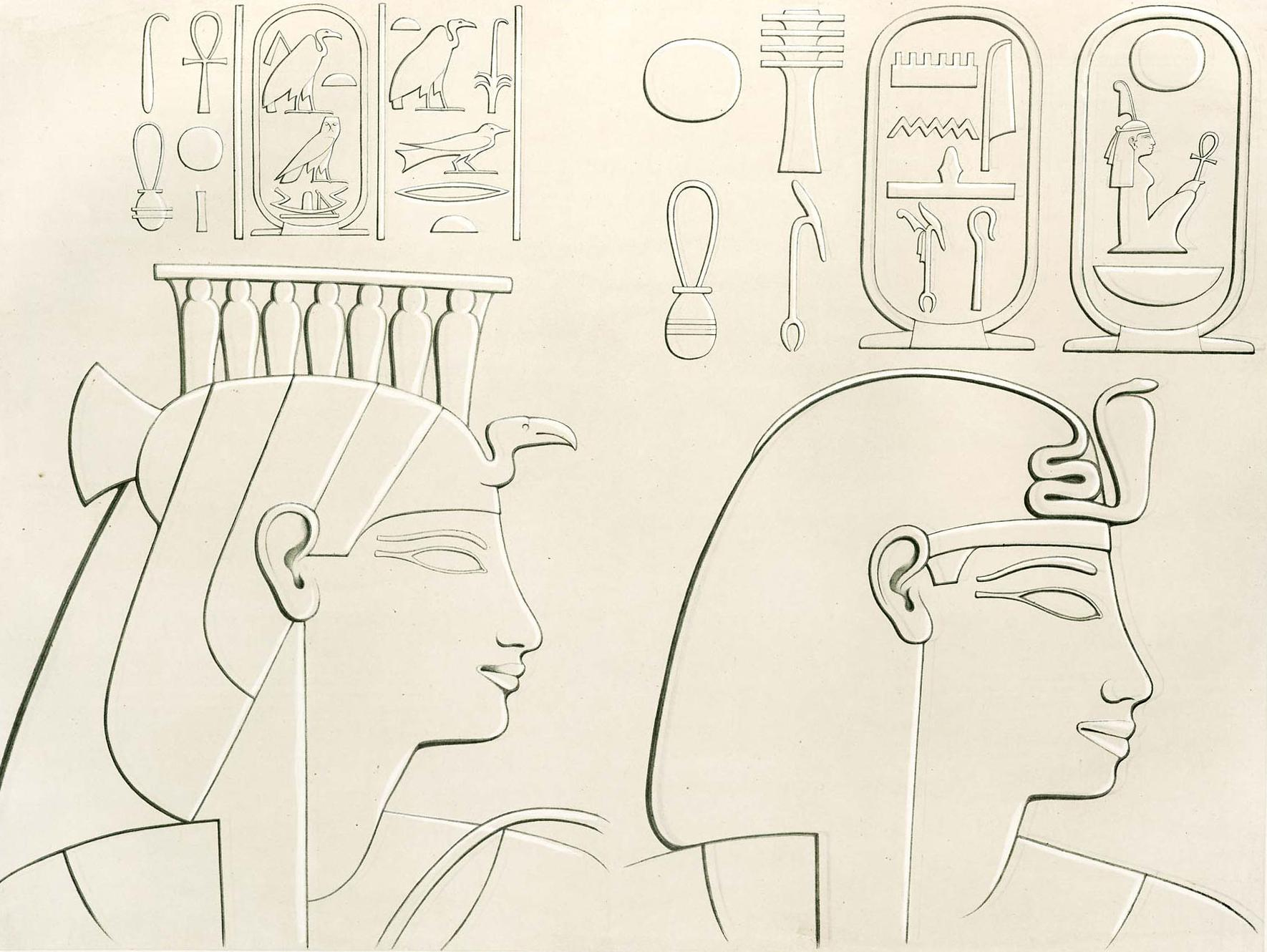
Amenofi III e sua madre, la regina Mutemuia, nella copia di un rilievo di Luxor realizzata da Karl Richard Lepsius. Mutemuia morì prima che suo figlio divenisse faraone.

### LaGrande sposa realeTiy e la sua famiglia
Nel secondo anno di regno venne combinato il matrimonio di Amenofi con Tiy la quale, contro le consuetudini, non era di sangue reale ma figlia di Yuya, un nobile funzionario con alte cariche militari nell'esercito, con titoli quali Principe ereditario, Cortigiano, Compagno unico, eletto del buon Dio (il faraone), confidente del Re, amato del signore delle Due Terre, Sovrintendente del bestiame di Min, Maestro dei reali cavalli, Luogotenente dei carri del Re, Alto Sacerdote di Min in Akhmim, Padre del Dio. Il titolo di Padre del Dio, cioè del faraone, era puramente simbolico e indicava il suocero del sovrano. Un ushabti del Metropolitan Museum of Art di New York indica un certo Yey con gli stessi titoli di Yuya. È probabile che Yey fosse padre o nonno di Yuya. In aggiunta, pure Yey risulta insignito del titolo di Padre del Dio: secondo Cyril Aldred, la sconosciuta figlia di Yey che sposò un faraone non poté essere che Mutemuia, madre di Amenofi III. Se così fosse, Amenofi III e la regina Tiy sarebbero stati cugini di primo grado. In aggiunta, Aldred ipotizzò che Yey, padre di Yuya, avrebbe potuto essere fratello di Merira-Hatshepsut, moglie di Thutmose III e madre di Amenofi II.
La madre di Tiy, Tuia, era un'aristocratica dagli elevati incarichi religiosi, con titoli quali Concubina del Re, madre reale della Moglie del Re, grande Dama dall'Harem di Amon, Grande Dama dell'Harem di Min in Akhmim, Dama della Casa, musicista di Amon, colei che loda Hathor. Sul sarcofago di Tuia si legge che ebbe un altro figlio, Anen, che fu insignito del titolo di Secondo profeta di Amon. Probabilmente furono anche i genitori di Ay, che in tarda età successe a Tutankhamon come faraone (ca. 1323 a.C.): su uno scrigno conservato a Berlino, verosimilmente scoperto ad Amarna, Ay è presentato con i medesimi titoli di Yuya, insieme con "sua sorella, la Signora della Casa, Tiy".

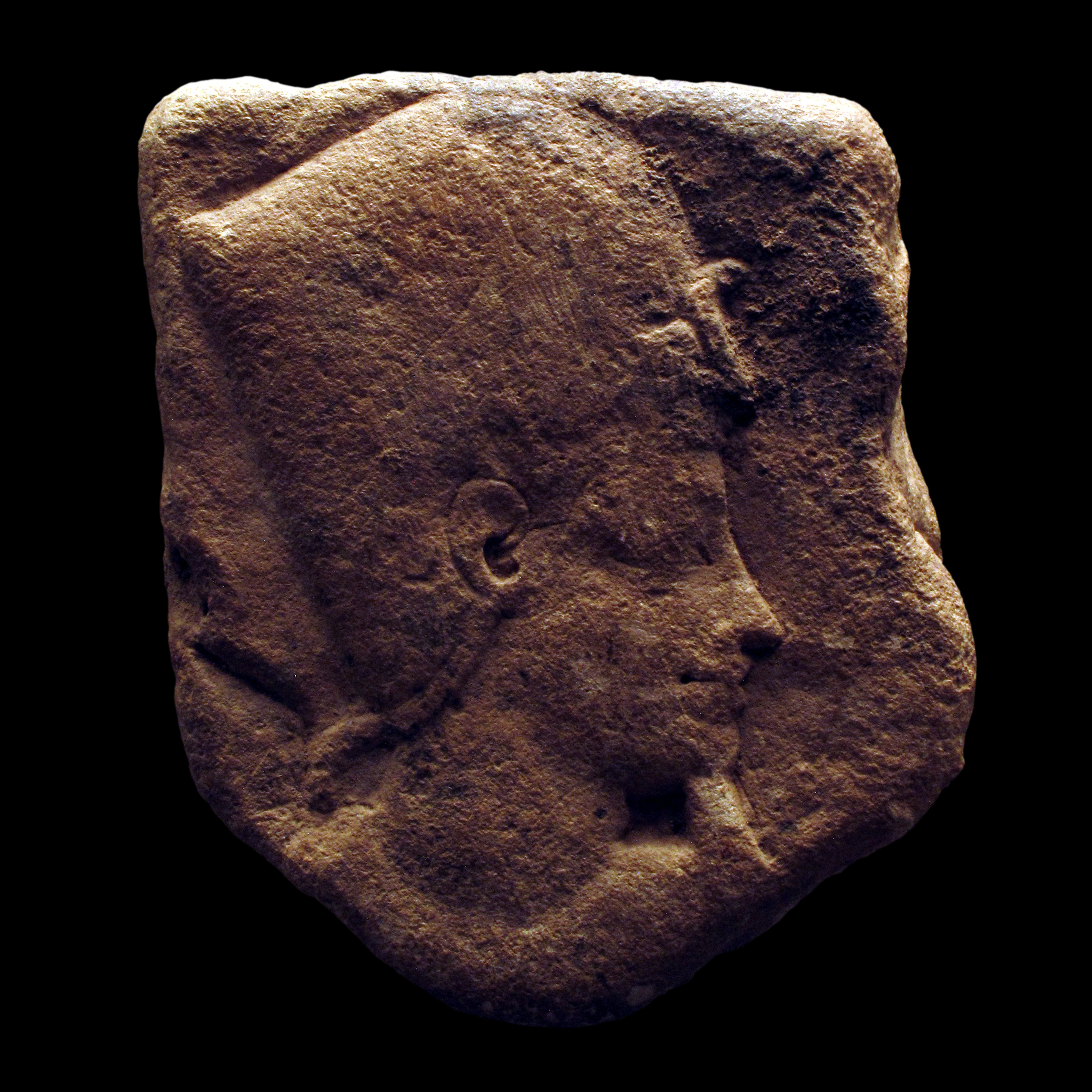
Studio per un profilo di faraone, probabilmente Amenofi III. Museum of Contemporary Design and Applied Arts, Losanna.

### Spedizione punitiva in Nubia
Il regno di Amenofi III fu un periodo di pace. L'unico fatto militare di cui si ha notizia è una rapida spedizione nel 5º anno di regno commemorata in tre stele di pietra rinvenute ad Assuan e sull'isola di Sai, in Nubia. Il resoconto ufficiale dell'impresa enfatizza la prodezza del faraone, con le iperboli tipiche della propaganda reale:

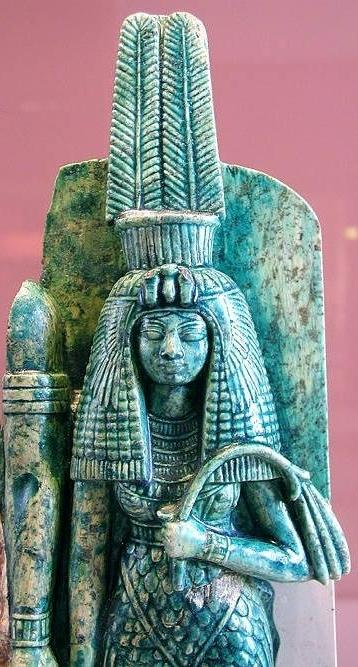
Doppia statua di Amenofi III e della regina Tiy, alla quale appartiene l'unica porzione del reperto conservatasi. Museo del Louvre, Parigi.

 L'apparente pace nella regione della Siria mascherò, in realtà, la progressiva riduzione dell'influenza egiziana a vantaggio dell'impero Ittita.

### Diplomazia
L'epoca che vide Amenofi III sul trono fu un periodo di prosperità e magnificenza artistica senza precedenti, durante il quale l'Egitto raggiunse l'apice dell'espressione artistica e del prestigio diplomatico. Infatti intrattenne relazioni pacifiche con varie potenze straniere attraverso diversi matrimoni interdinastici, si hanno notizie di unioni con Gilukhipa figlia di Shuttarna II re di Mitanni (decimo anno di regno), con Tadukhipa figlia di Tushratta anch'egli re di Mitanni e con una sorella e una figlia di Kadashman-Enlil I, sovrano cassita di Babilonia e altre. L'intensa attività diplomatica del faraone si riflette, inoltre, nella sua corrispondenza con i sovrani di Assiria, di Mitanni, di Babilonia e degli ittiti (l'archivio delle Lettere di Amarna). A riprova del prestigio della corte di Amenofi, è possibile notare come questi ultimi sovrani gli domandassero sovente oro e altri doni. Le Lettere di Amarna coprono il trentennio di governo di Amenofi III e si spingono almeno fino alla fine della vita di Akhenaton (ca. 1335 a.C.). In una celebre missiva - lettera di Amarna EA 4 - Amenofi III viene citato dal re di Babilonia, quando il primo rifiutò di mandargli una sua figlia in sposa:
(Amenofi III)
Il rifiuto di Amenofi III a concedere al re babilonese una delle principesse reali potrebbe essere motivato dalla pratica egizia tradizionale secondo cui chi avesse sposato una figlia del faraone sarebbe stato legittimato nella successione al trono d'Egitto; ma potrebbe anche essersi trattato di una strategia per affermare la superiorità dell'Egitto sui regni e principati asiatici.
Amenofi III fu un grande costruttore e sotto il suo regno l'Egitto si arricchì di meravigliosi monumenti, progettati in gran parte dall'architetto Amenhotep figlio di Hapu.

### Influenza della regina Tiy
La Grande sposa reale Tiy ebbe una grande influenza a corte e gestì una parte del potere, sia durante il regno del marito che durante quello del figlio. Si segnalò quale importante consigliera e confidente di Amenofi III. Lasciando di sé il ricordo di una regina saggia, intelligente e forte. Ottenne sempre il rispetto dei dignitari stranieri, e i re stranieri erano disposti a comunicare direttamente con e attraverso di lei, che esercitò un ruolo attivo e costante negli affari esteri. È la prima regina d'Egitto il cui nome sia stato registrato su atti ufficiali. Prima di Tiy, scrivono O'Connor e Cline, nessuna regina precedente apparve mai in posizione tanto prominente nella vita del marito. Inoltre compare regolarmente accanto al marito nella statuaria, nelle tombe, nei rilievi e sulle stele: i loro nomi sono affiancati su un gran numero di oggetti quali recipienti e gioielli. Tiye continuò a consigliare suo figlio Akhenaton, la cui corrispondenza con re Tushratta è illuminante circa il ruolo e la statura della regina madre a corte. Nella Lettera di Amarna EA26, il re di Mitanni corrisponde direttamente con Tiy per rimembrare le buone relazioni di cui aveva goduto con il defunto Amenofi III, ed esprime il suo desiderio di continuare, nei rapporti amichevoli, con il nuovo faraone Akhenaton.

### Ipotesi di una coreggenza di Amenofi IV/Akhenaton

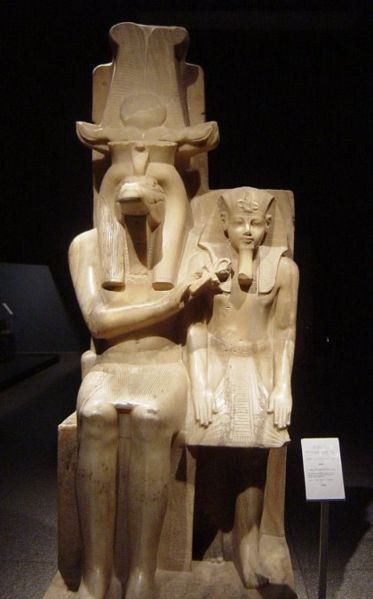
Statua di Amenofi III con il dio Sobek, in alabastro calcareo. Realizzata per il trentesimo anniversario di regno di Amenofi III (intorno al 1360 a.C.), molti decenni dopo Ramses II vi fece aggiungere il proprio nome. Luxor Museum of Ancient Egyptian Art.

Non esistono prove definitive di una coreggenza fra Amenofi III e suo figlio Amenofi IV, impostosi poi il nome di Akhenaton. Una lettera proveniente dagli archivi del palazzo di Amarna, datata all'anno 2 (anziché all'anno 12) del regno di Akhenaton, da parte del re mitannico Tushratta, contiene espressioni di rammarico per il fatto che Akhenaton non avrebbe mantenuto le promesse di Amenofi III di inoltrare a Tushratta certe statue d'oro pattuite come dote al momento del matrimonio fra il vecchio faraone e la principessa mitannica Tadukhipa (Lettere di Amarna, EA 27). Tale corrispondenza implica che, qualora vi sia stata una coreggenza fra il padre e il figlio, questa non sarebbe durata più di un anno (siccome la succitata lettera implica l'avvenuta morte di Amenofi III entro l'anno 2 di Akhenaton). Sul terzo pilone di Amenofi III al Complesso templare di Karnak, un rilievo (danneggiato per la damnatio memoriae che colpì Akhenaton e gli altri fautori del culto di Aton) mostra Amenofi III e suo figlio, il futuro Akhenaton, su una barca sacra. Il grande faraone starebbe presentando suo figlio ad Amon. L'iscrizione sottostante dice:
(Complesso templare di Karnak, terzo pilone di Amenofi III)
Nel febbraio 2014, il Ministero Egiziano delle Antichità ha annunciato quella che è stata definita la "prova definitiva" che Akhenaton avrebbe condiviso il potere con Amenofi III per almeno otto anni, basandosi su ritrovamenti nella tomba del visir Amenhotep-Huy. La tomba in questione è oggetto di studi da parte di un gruppo internazionale guidato dall'Instituto de Estudios del Antiguo Egipto de Madrid e dal Dr. Martin Valentin. La prova consiste nei cartigli, sia di Amenofi III sia di Akhenaton, incisi uno accanto all'altro; ciò potrebbe comunque limitarsi a significare che Amenofi III avesse già designato, prima di morire, il principe Amenofi come suo successore. Non esistono altri oggetti o iscrizioni che nominino contemporaneamente padre e figlio assegnando a ciascuno i medesimi titoli regali. L'egittologo Peter Dorman ha respinto ogni ipotesi di coreggenza fra i due faraoni, basandosi sui rinvenimenti della tomba di Kheruef

### Ultimi anni
Rilievi dalle pareti del tempio di Soleb, in Nubia, e scene dalla tomba tebana di Kheruef, Maggiordomo della Grande sposa reale Tiy, rappresentano Amenofi III "indebolito e visibilmente sofferente". Le immagini dell'ultimo periodo della sua vita lo mostrano con abiti voluminosi e un ventre prominente: è il caso di una sua statuetta in serpentinite conservata al Metropolitan Museum of Art di New York. La sua mummia rivela che negli ultimi anni Amenofi si ammalò d'artrite e divenne obeso. È comunemente accettato dagli studiosi che Amenofi III abbia richiesto e ricevuto da Tushratta re di Mitanni, uno dei suoi suoceri, una statua della dea babilonese Ištar - divinità guaritrice - perché lo risanasse dai suoi numerosi malanni, fra cui dolorosi ascessi ai denti: sempre l'esame della mummia porta a credere che il faraone soffrì costantemente per la sua dentatura profondamente consumata e cariata. Comunque, un moderno studio condotto dal Dr. William Moran sulla Lettera di Amarna EA 23, che racconta l'invio della statua della dea a Tebe, non ha supportato questa popolare teoria. La statua arrivò in concomitanza con il matrimonio di Amenofi III con Tadukhipa, figlia di Tushratta, nel 36º anno di regno (ca. 1352 a.C.). La lettera EA 23 è datata "36º anno di regno, quarto mese d'inverno, giorno 1". Tushratta non fa riferimento alle malattie di Amenofi in alcun punto della missiva. Apparentemente, la spiegazione più semplice è che la scultura fu mandata in Egitto, scrivono O'Connor e Cline, "per effondere le sue benedizioni sul matrimonio di Amenofi III e Tadukhipa, com'era stata inviata in precedenza per Amenofi III e Gilukhipa".

## Morte e sepoltura

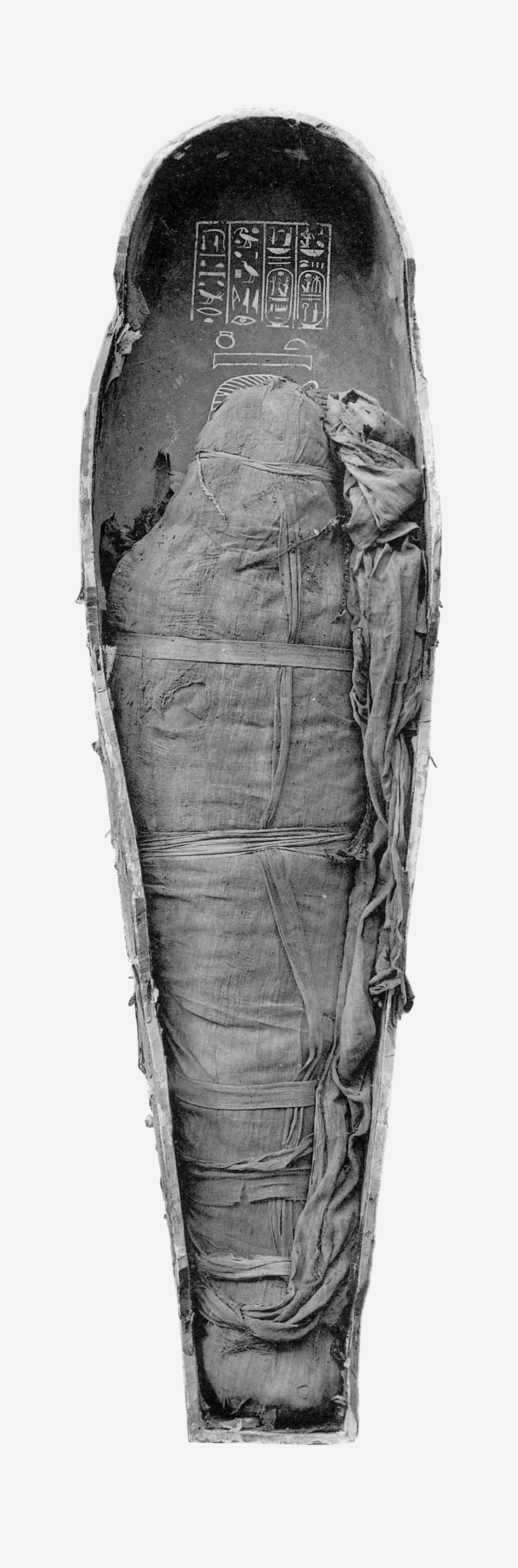
La mummia di Amenofi III come apparve agli scopritori. Il sarcofago non è originale, ma riciclato in epoca antica (fotografia di G. Elliot Smith, 1912).

L'ultima data documentata per Amenofi III è il suo 38º anno di regno, che compare sull'etichetta di una giara di vino rinvenuta fra i resti del palazzo reale di Malkata; potrebbe essere vissuto, per poco, all'interno del 39º anno di regno (non attestato), morendo prima della vendemmia di tale anno. I sovrani stranieri espressero il loro rammarico per la morte di Amenofi. Tushratta scrisse:
(Tushratta)
Amenofi III lasciò un Egitto al culmine del potere e dell'influenza, molto rispettato all'estero, eppure dipendente, nelle certezze politiche e religiose, dal clero tebano di Amon. Gli sconvolgimenti derivanti dallo zelo riformatore del figlio Akhenaton avrebbero scosso dalle fondamenta le vecchie certezze, opponendo il potere e la volontà del faraone all'ordine interno e alle tradizioni incarnate dai sacerdoti di Amon così come dalle loro sterminate proprietà; una volta soppresso il culto del dio nazionale Amon, Akhenaton trasferì la capitale dalla antica Tebe ad Akhetaton, di nuova fondazione, voltando decisamente le spalle al pantheon tradizionale.

Amenofi III fu sepolto nella tomba che si era preparato da tempo: la KV22 della Valle dei Re, sulle cui pareti è inscritto il Libro dell'Amduat. La sua mummia fu però ritrovata nella tomba di Amenofi II (KV35), ivi trasportata dai sacerdoti della XX dinastia, sotto il faraone Siamon (986 a.C. - 967 a.C.), per preservarla dai saccheggi e dagli atti di vandalismo ormai endemici nella Valle dei Re. La scoperta di questa sepoltura, con le molte mummie reali che conteneva (Thutmose IV, Amenofi III, Merenptah, Seti II, Siptah, Sethnakht, Ramesse IV, Ramesse V, Ramses VI e la stessa regina Tiy), risale al marzo del 1898, effettuata dall'archeologo francese Victor Loret.

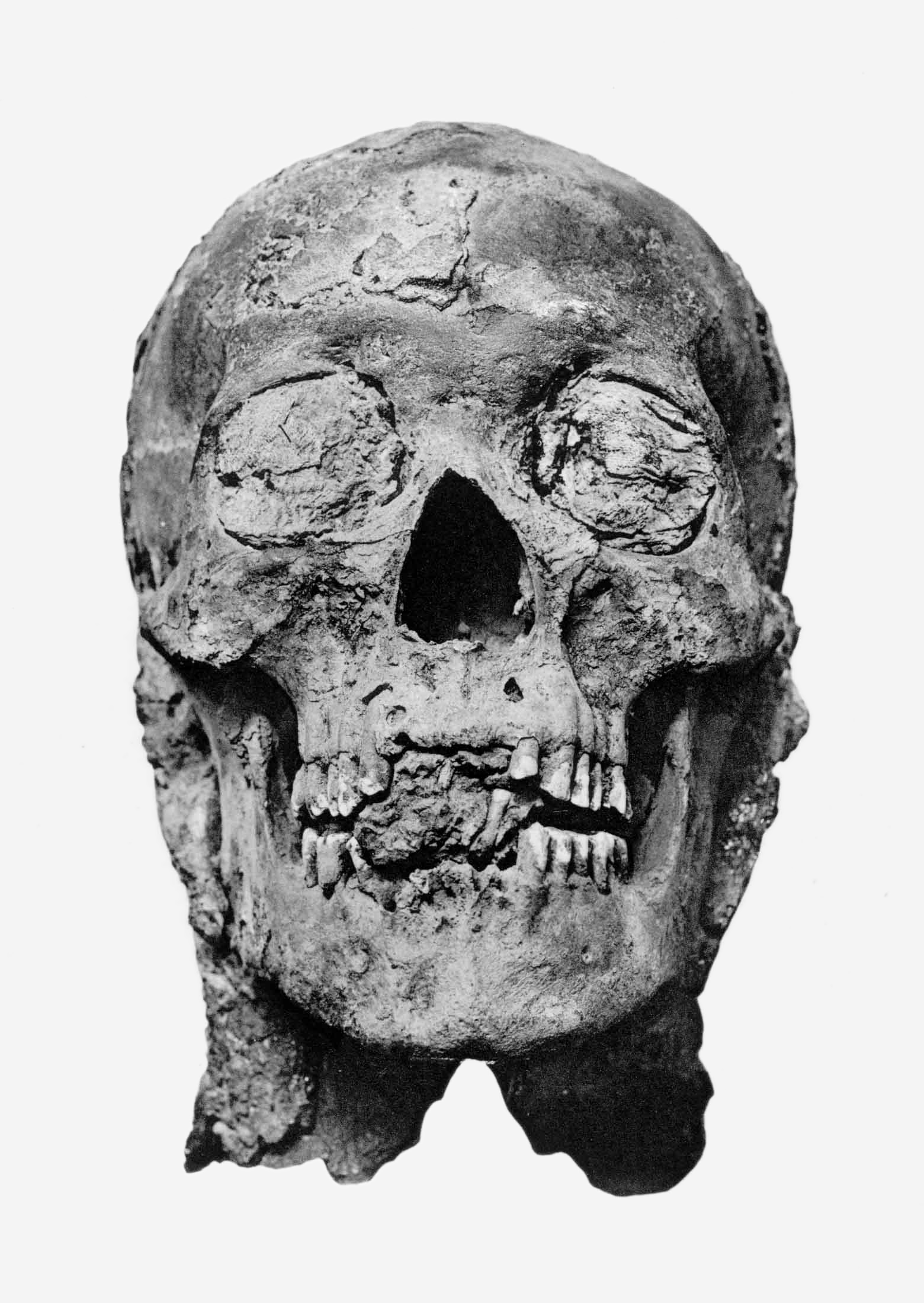
I resti danneggiati della testa mummificata di Amenofi III. Sono visibili le pessime condizioni della dentatura del sovrano, che dovettero causargli dolori molto forti negli ultimi anni di vita e lo portarono alla morte (fotografia di G. Elliot Smith, 1912)

### Mummia
L'esame della mummia, condotto dall'anatomista Grafton Elliot Smith, ha portato alla conclusione che la causa della morte del sovrano, avvenuta probabilmente intorno ai 50 anni, fu una setticemia cagionata da gravi problemi dentari (con disturbi dolorosi quali mal di denti, gengivite, ascessi, periostite e infiammazione dell'osso). Inoltre dovette soffrire di problemi legati all'obesità.
La mummia di Amenofi fu gravemente danneggiata in epoca antica. Il cranio presenta varie fratture, soprattutto alla nuca; inoltre è staccato dal corpo, così come la gamba destra, e la coscia da quest'ultima. Il piede destro è parimenti danneggiato. La mummia venne restaurata dai sacerdoti della XXI dinastia egizia ma, a quanto pare, con una certa negligenza: fra le bende riparate è stato rinvenuto l'ossame di due differenti uccelli (forse offerte al defunto), oltre all'alluce, al radio e all'ulna di una persona sconosciuta.
Il 3 aprile 2021 la sua mummia è stata traslata con la Parata d'oro dei faraoni dal vecchio Museo Egizio al nuovo Museo nazionale della Civiltà egiziana.

## Personalità alla corte di Amenofi III
Molte importanti personalità fecero parte della corte di Amenofi III. I suoi visir furono Ramose, Amenhotep, Aperel e Ptahmose (sommo sacerdote di Amon), tutti bene attestati su svariati monumenti, fra cui la famosa e raffinata tomba (TT55) di Ramose a Tebe. I suoi tesorieri furono Merira e un altro Ptahmose; i suoi maggiordomi Amenemhat Surer e Amenhotep detto Huy. Il viceré di Kush per conto di Amenofi III fu Merimose, che ebbe una grande importanza durante la spedizione in Nubia. Il più famoso e talentuoso funzionario di Amenofi III fu però Amenhotep figlio di Hapu, sacerdote e architetto delle più grandi opere del faraone: pur non avendo mai goduto di titoli eccelsi, era ritenuto uno dei grandi sapienti della sua epoca e fu divinizzato dopo la sua morte.

## Monumenti

### A Karnak e a Luxor

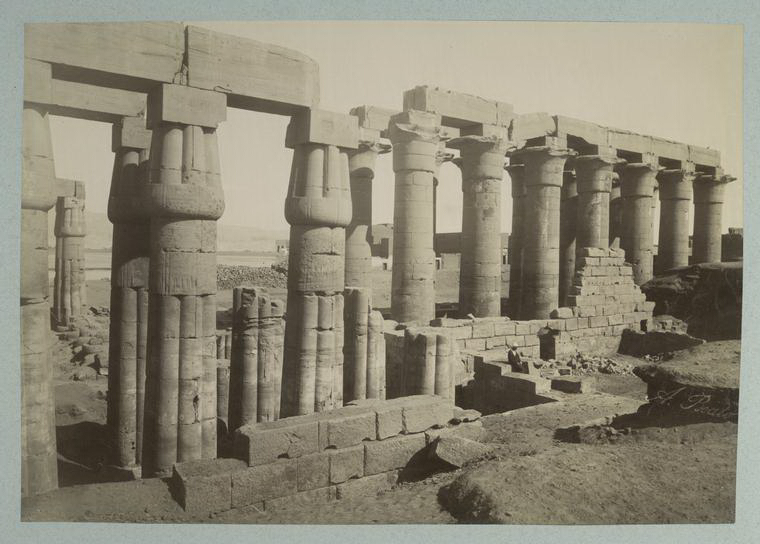
Resti di un colonnato fatto erigere da Amenofi III al Tempio di Luxor.

Amenofi III intraprese imponenti campagne di costruzione nel Complesso templare di Karnak; il Tempio di Luxor, composto di due piloni, un colonnato dietro alla nuova entrata si deve in gran parte a lui, così come un nuovo tempio alla dea Maat. Fece smantellare il quarto pilone del Tempio di Amon a Karnak per poi costruire un nuovo pilone - il terzo - e creare una nuova entrata per questa struttura, dove provvide a erigere, al centro di questo nuovo cortile, due file di colonne con i capitelli a forma di pianta di papiro aperta. Il cortile fra il terzo e il quarto pilone, talvolta chiamato Cortile dell'obelisco o Cortile di Amenofi III, era decorato da rappresentazioni della barche sacre degli dei Amon, Mut e Khonsu (considerati padre, madre e figlio). Inoltre il re intraprese dei lavori al decimo pilone, al Tempio di Amon-Ra.

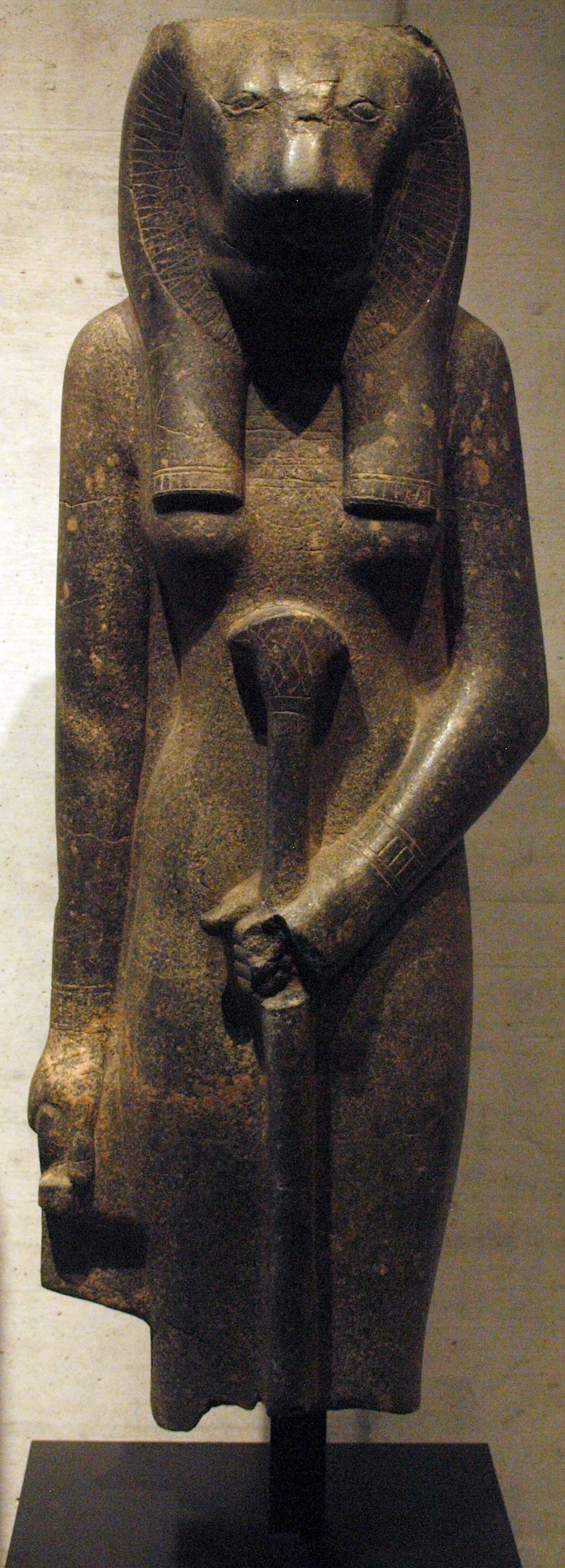
Statua di Sekhmet proveniente dal Tempio di Mut a Karnak. Staatliches Museum Ägyptischer Kunst, Monaco.

Il primo atto conosciuto del regno di Amenofi III - nel suo 1º e 2º anno di regno - fu l'inaugurazione di nuove cave di calcare a Tura, a sud dell'attuale Cairo, e a Deir el-Bersha, nel Medio Egitto, per sostenere i suoi imponenti progetti architettonici. Ordinò la costruzione di tempio dedicato alla dea Maat, incarnazione della verità, dell'equilibrio, dell'ordine e dell'armonia, e di altri numerosi templi in tutto il territorio nubiano.

### Le 600 statue di Amenofi III alla dea Sekhmet
Si stima che più di 600 statue di Sekhmet si trovassero nel Tempio di Mut, a Karnak, in gran parte attribuibile ad Amenofi III, il quale, afflito verso la fine della sua vita da numerose e dolorose patologie, avrebbe cercato di attirare la speciale benevolenza della dea delle guarigioni e dei medici. I sacerdoti di Sekhmet erano medici, e viceversa, venendo chiamati sunu, termine che indica i medici. La scoperta di nuove sculture facenti parte, un tempo, di quel set immenso continua ancora oggi nel sito del tempio funerario. Alcuni hanno ipotizzato che la devozione estremamente accesa dimostrata da Amenofi III derivasse dal suo legame con la madre, Mutemuia, che fu anche reggente durante la minore età del figlio divenuto faraone da bambino: il nome Mutemuia è teoforo, cioè reca il nome della dea Mut, che allora era strettamente connessa (e talvolta identificata) con Sekhmet, e che forse il faraone individuò come speciale patrona del proprio regno. Inoltre, le statue erano collocate proprio nel tempio dedicato a Mut.

Si sono conservate varie altre statue di divinità realizzate durante il regno di Amenofi III, anche molto raffinate, come una statua di Amenofi III e Sobek a Luxor e una statua di Nefti in diorite al Louvre. 

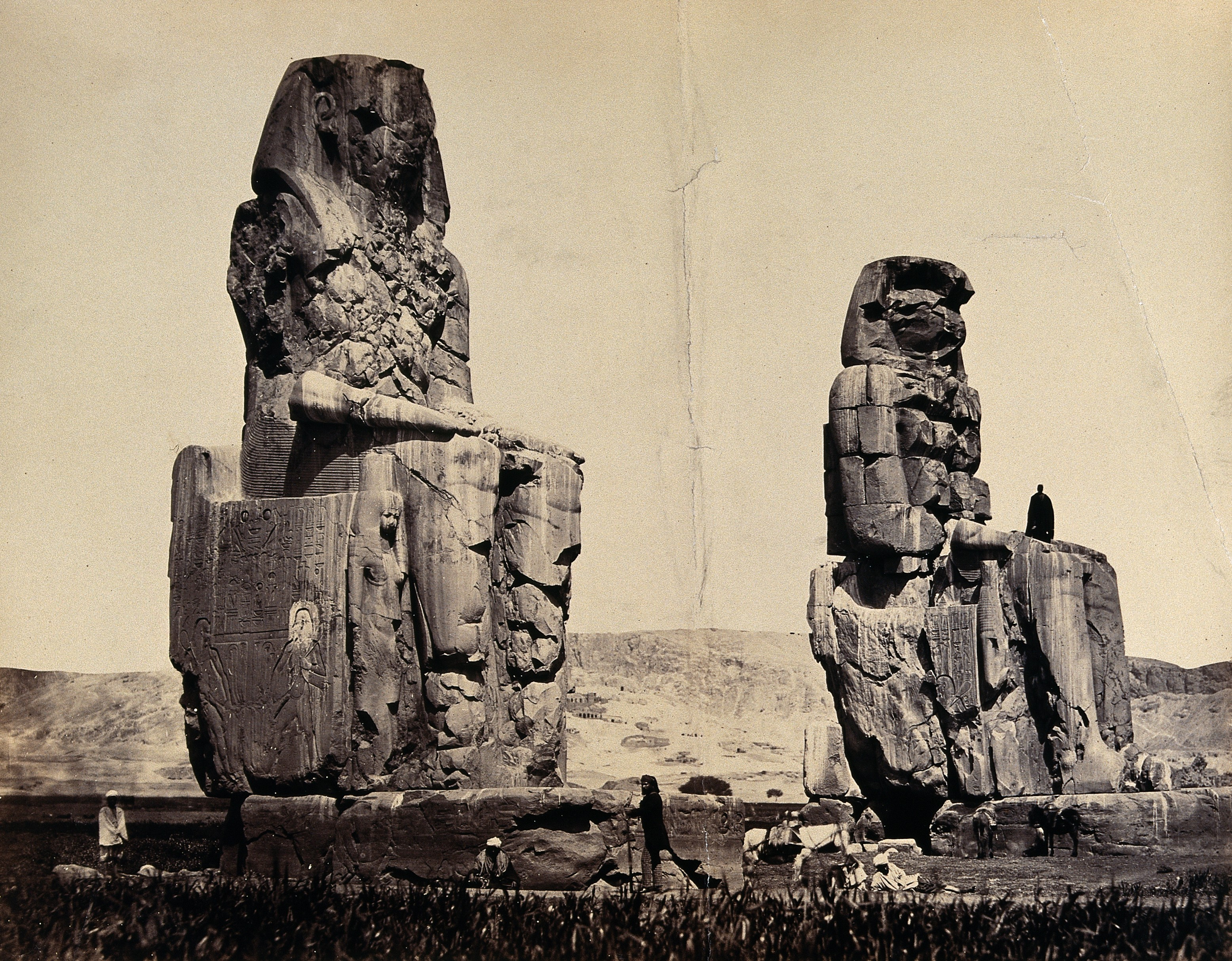
Fotografia d'epoca ritraente colossi di Amenofi III, fra i resti del suo tempio funerario.

### Il Tempio funerario e iColossi di Memnone
L'enorme tempio funerario di Amenofi III, sulla riva occidentale del Nilo, fu, ai suoi tempi, il più grande complesso religioso di Tebe (in linea con la magnificenza del suo regno) ma, sfortunatamente, per la sua edificazione fu scelta una zona prossima a una golena: circa due secoli dopo, del complesso non restavano che rovine. Sono sopravvissute, in situ, solamente due statue, i colossi di Memnone, alti 18 metri, originariamente all'ingresso del tempio, e ai quali è legata una curiosa notizia riportata da molti storici greci: ogni giorno, all'alba, una delle due statue cantava quando veniva colpita dal primo sole, emettendo cioè una sorta di ronzio. Questo curioso avvenimento, dovuto ad un fenomeno di espansione della roccia, fu talmente famoso nell'antichità che anche alcuni imperatori romani vollero udirlo. Il canto scomparve dopo i restauri alla statua ordinati dall'imperatore Settimio Severo (193 - 211 d.C.). Per questo motivo i greci in visita nella Valle del Nilo cominciarono a chiamare Amenofi III con il nome di Memnone, il principe africano, figlio dell'Aurora, ucciso da Achille nell'Iliade: il misterioso suono emesso dalla statua fu interpretato come il saluto dell'eroe alla madre, ogni mattina.
Numerosi blocchi di pietra, provenienti dal tempio funerario, identificabili per via dei cartigli, vennero reimpiegati in altre costruzioni della regione da parte di Merenptah e altri sovrani. Nel 2014, due gigantesche statue di Amenofi III, danneggiate da un terremoto intorno al 1200 a.C., furono ricostruite a partire da 200 frammenti e nuovamente innalzate presso l'ingresso settentrionale del Tempio funerario.

## Galleria d'immagini

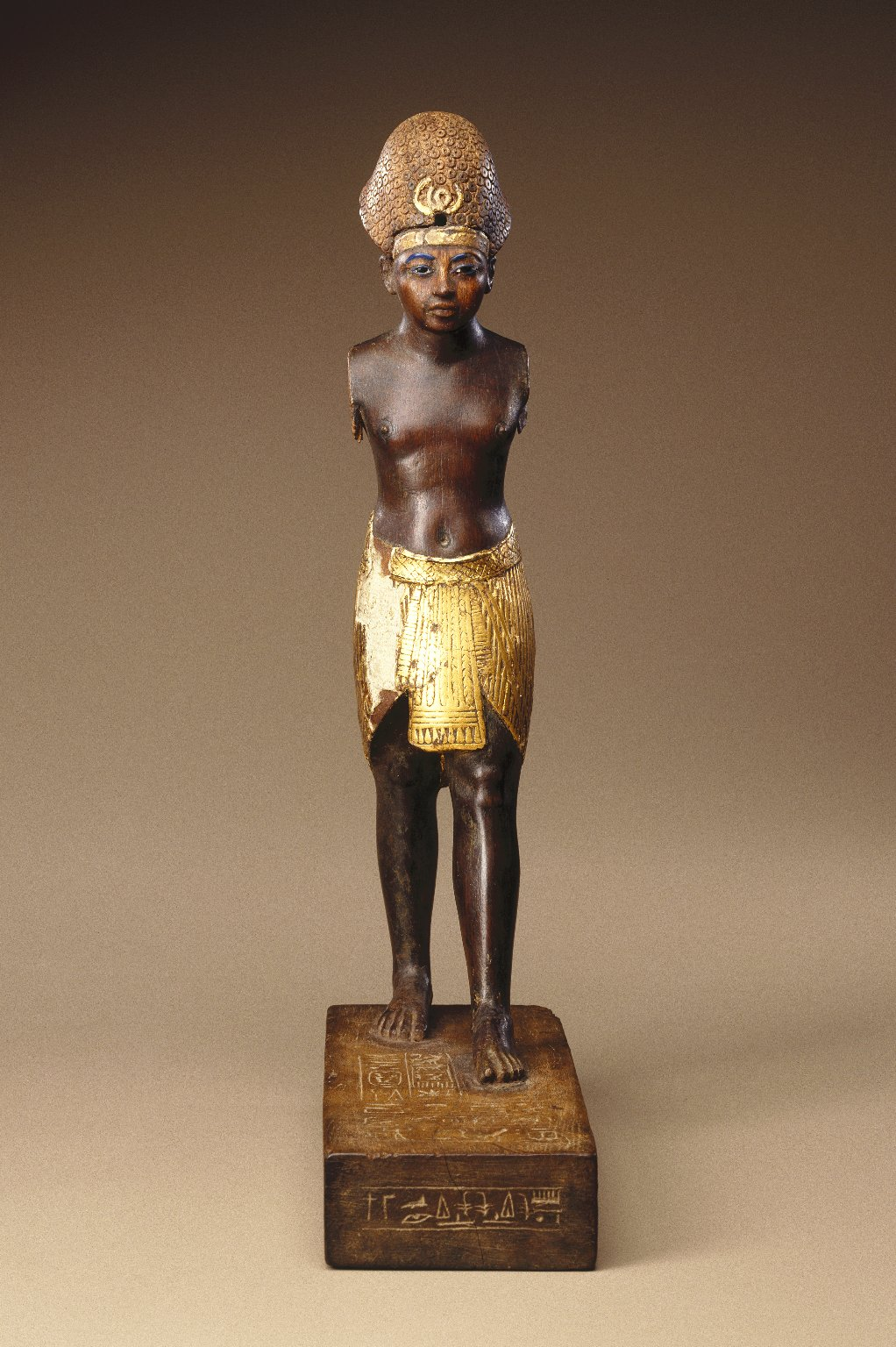
Statuetta realistica di Amenofi III. Brooklyn Museum, New York.
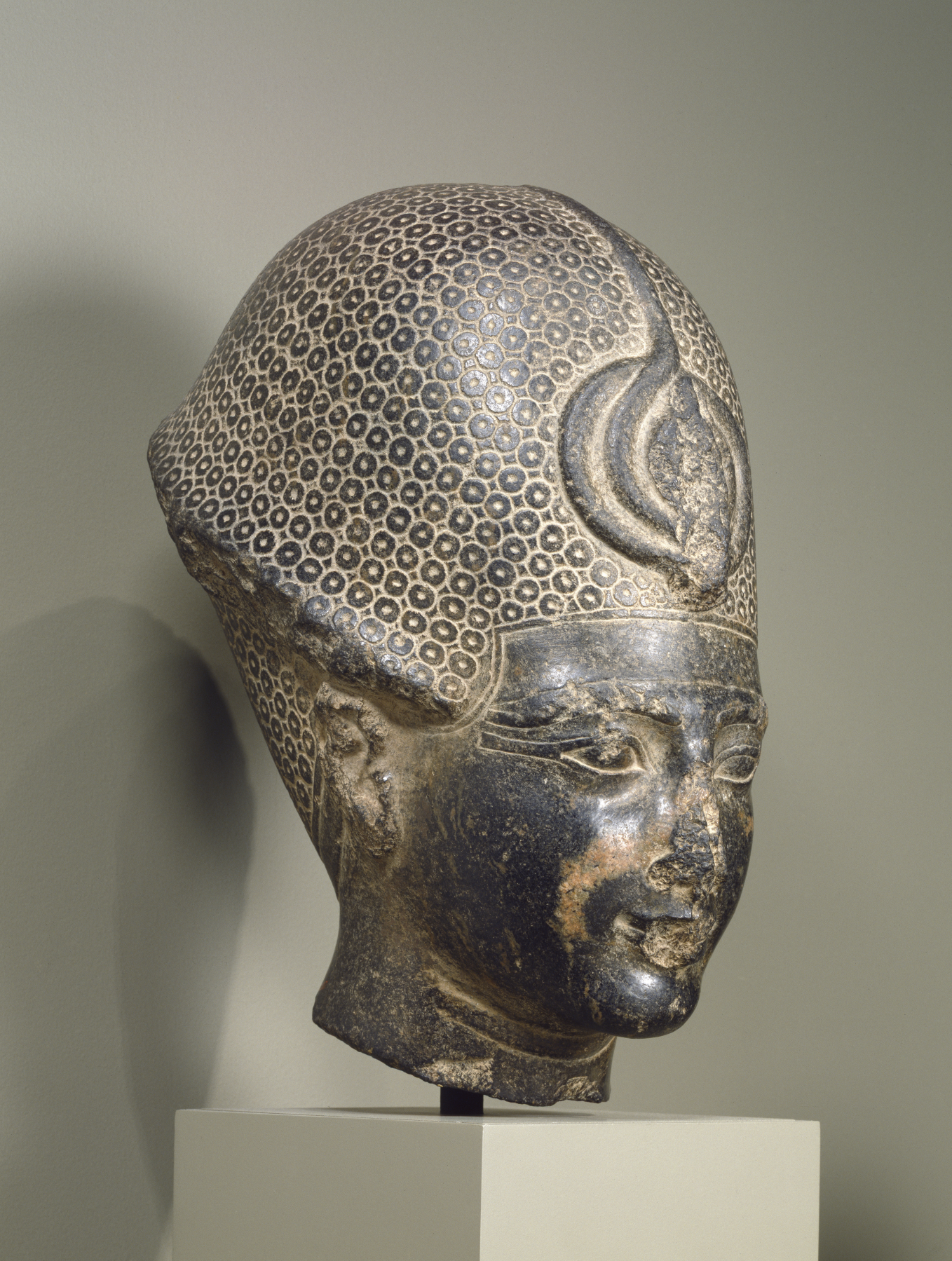
Testa di Amenofi III, poi usurpata da Ramses II, in granodiorite. Walters Art Museum, Baltimora.
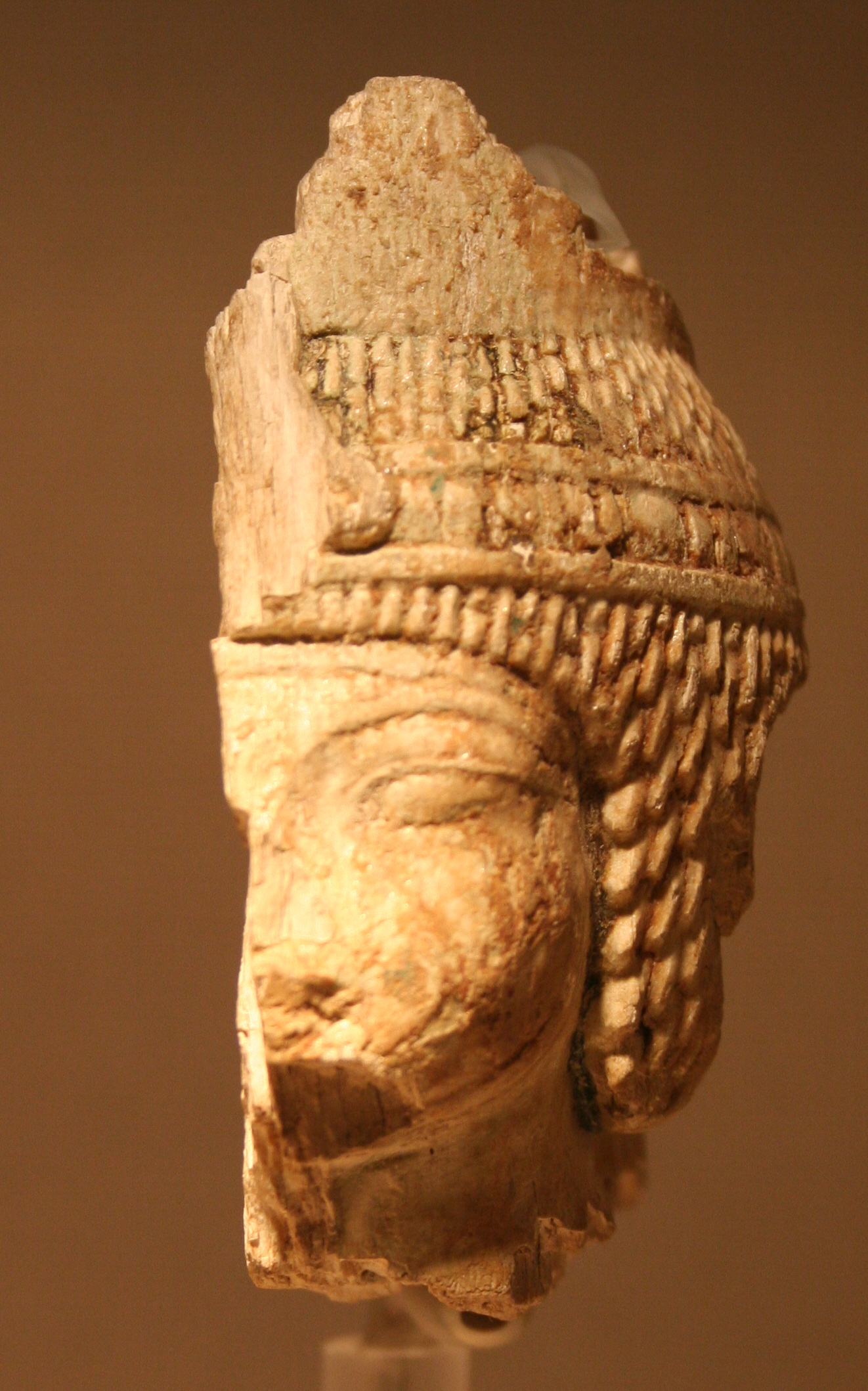
Testa frammentaria di Amenofi III. Museo egizio, Lipsia.
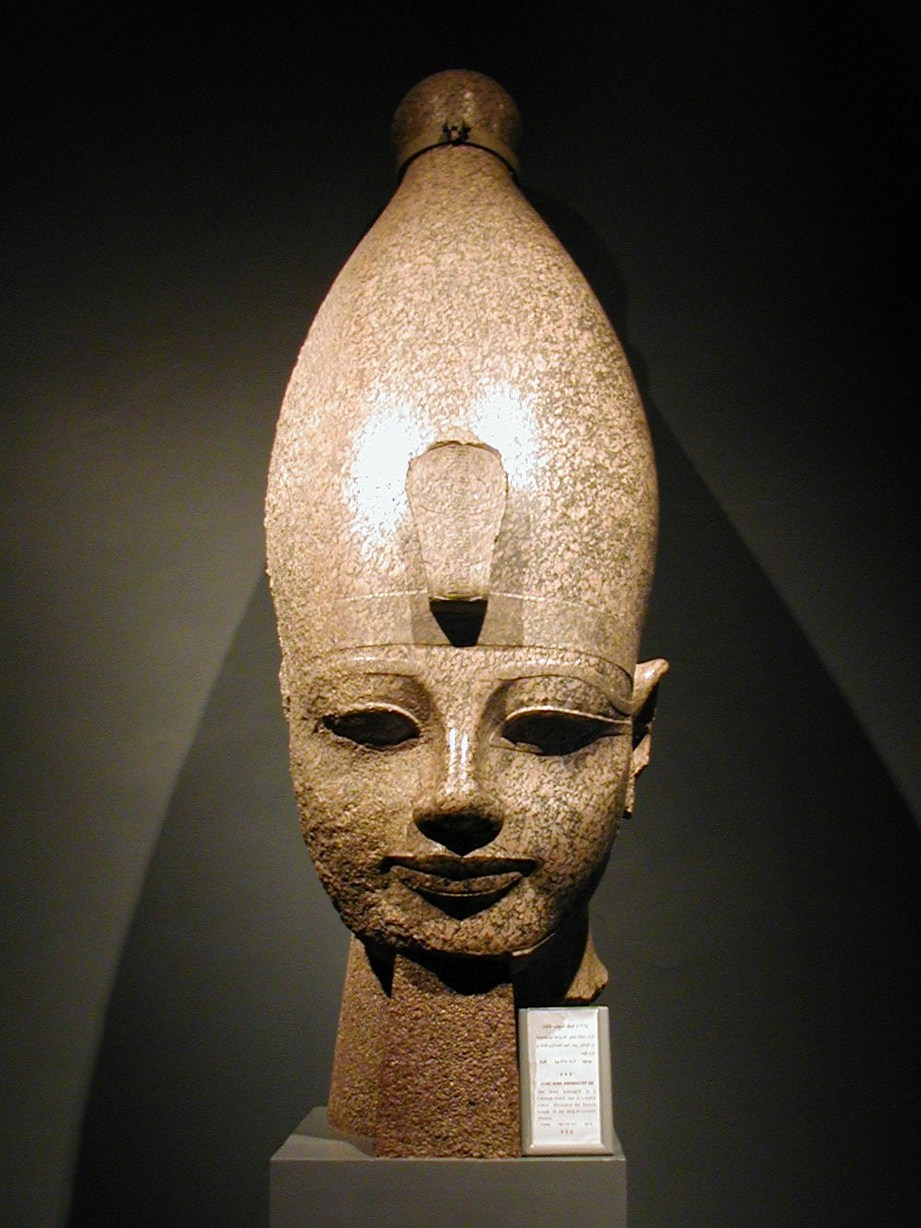
Testa colossale di Amenofi III. Museo di Luxor.
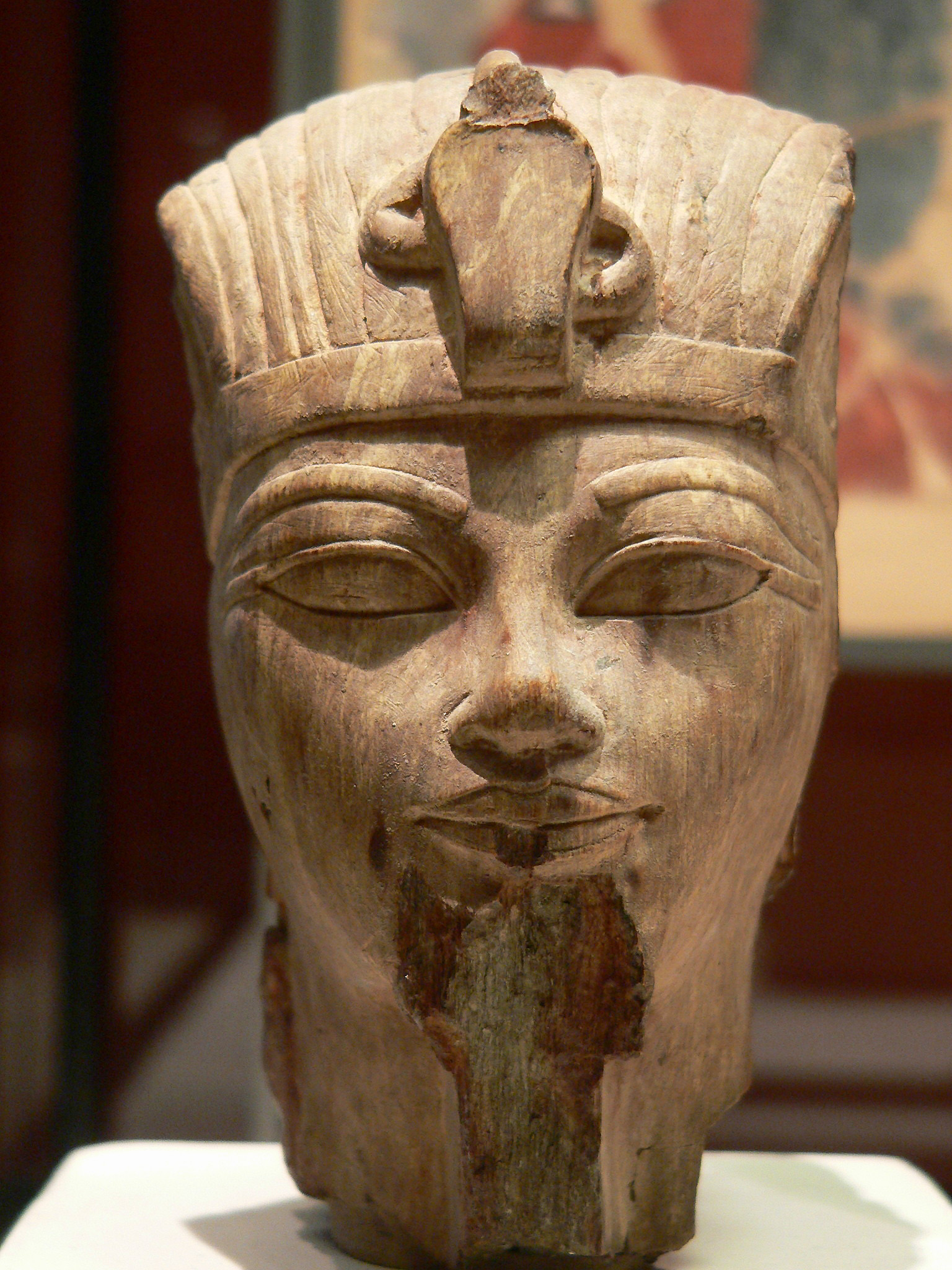
Testa lignea, frammentaria, di Amenofi III. Museo del Louvre, Parigi.
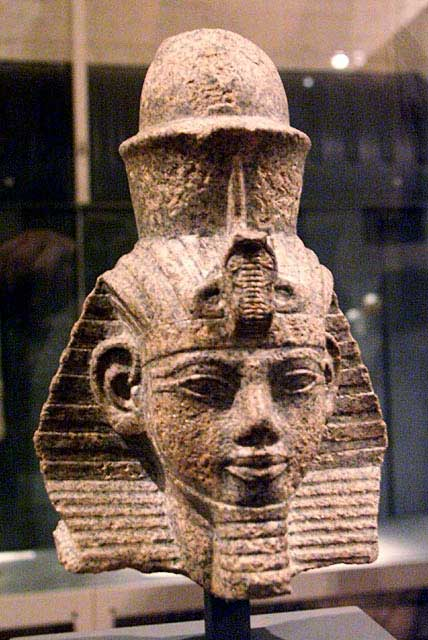
Testa di Amenofi III in granodiorite. Ägyptisches Museum und Papyrussammlung, Neues Museum, Berlino.
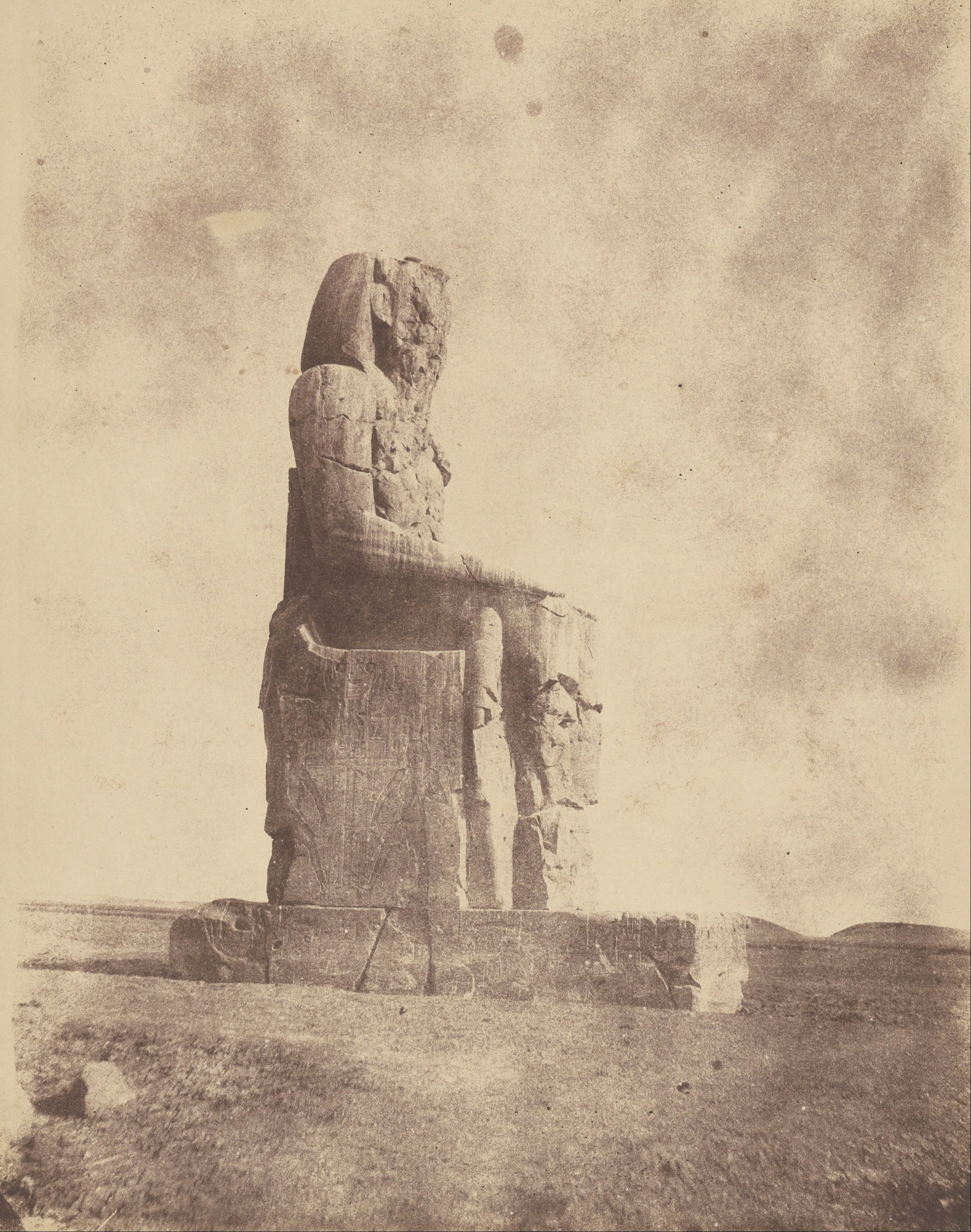
Fotografia d'epoca (1854) di uno dei colossi di Amenofi III. Tempio funerario di Amenofi III.
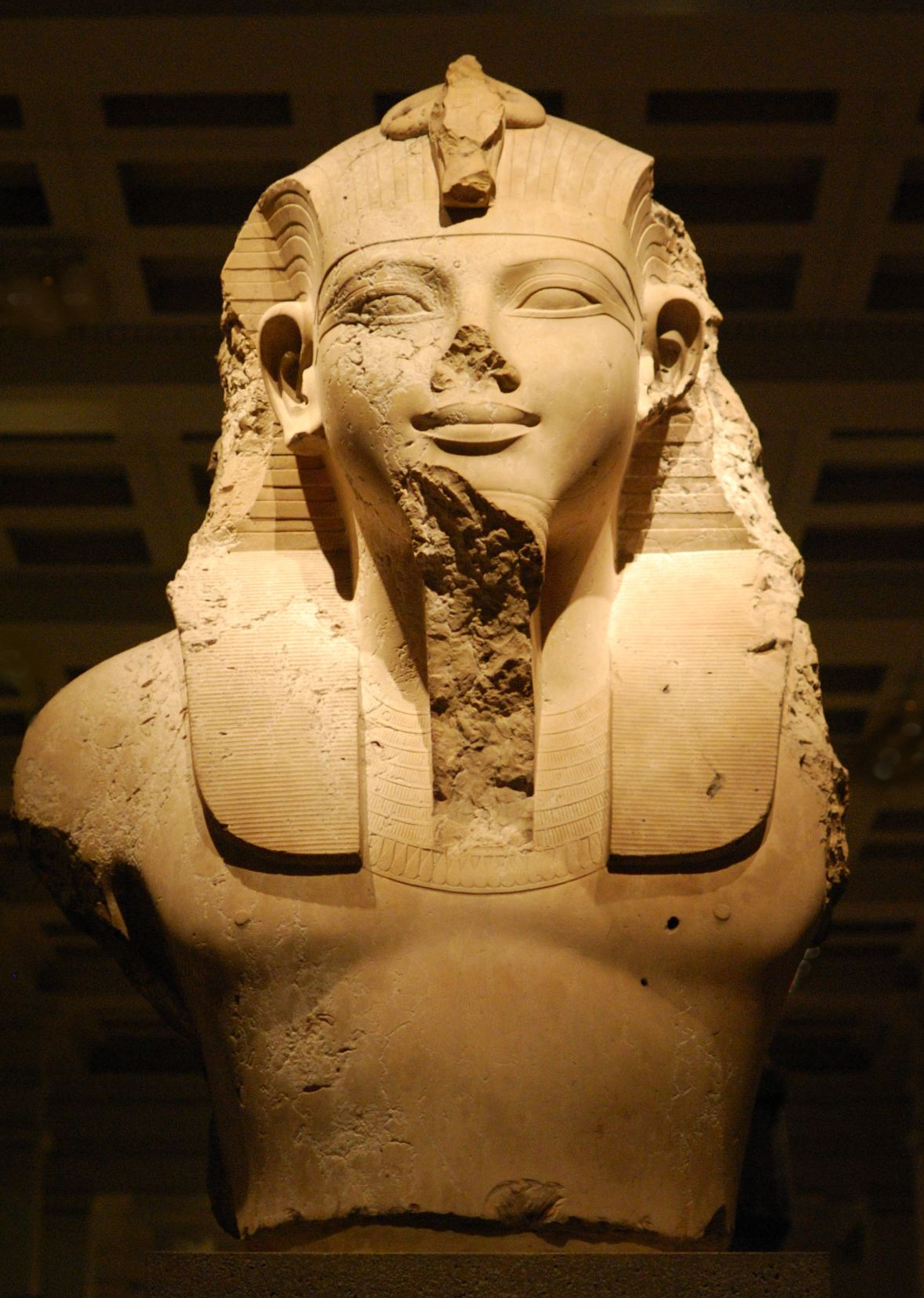
Busto colossale di Amenofi III al British Museum.
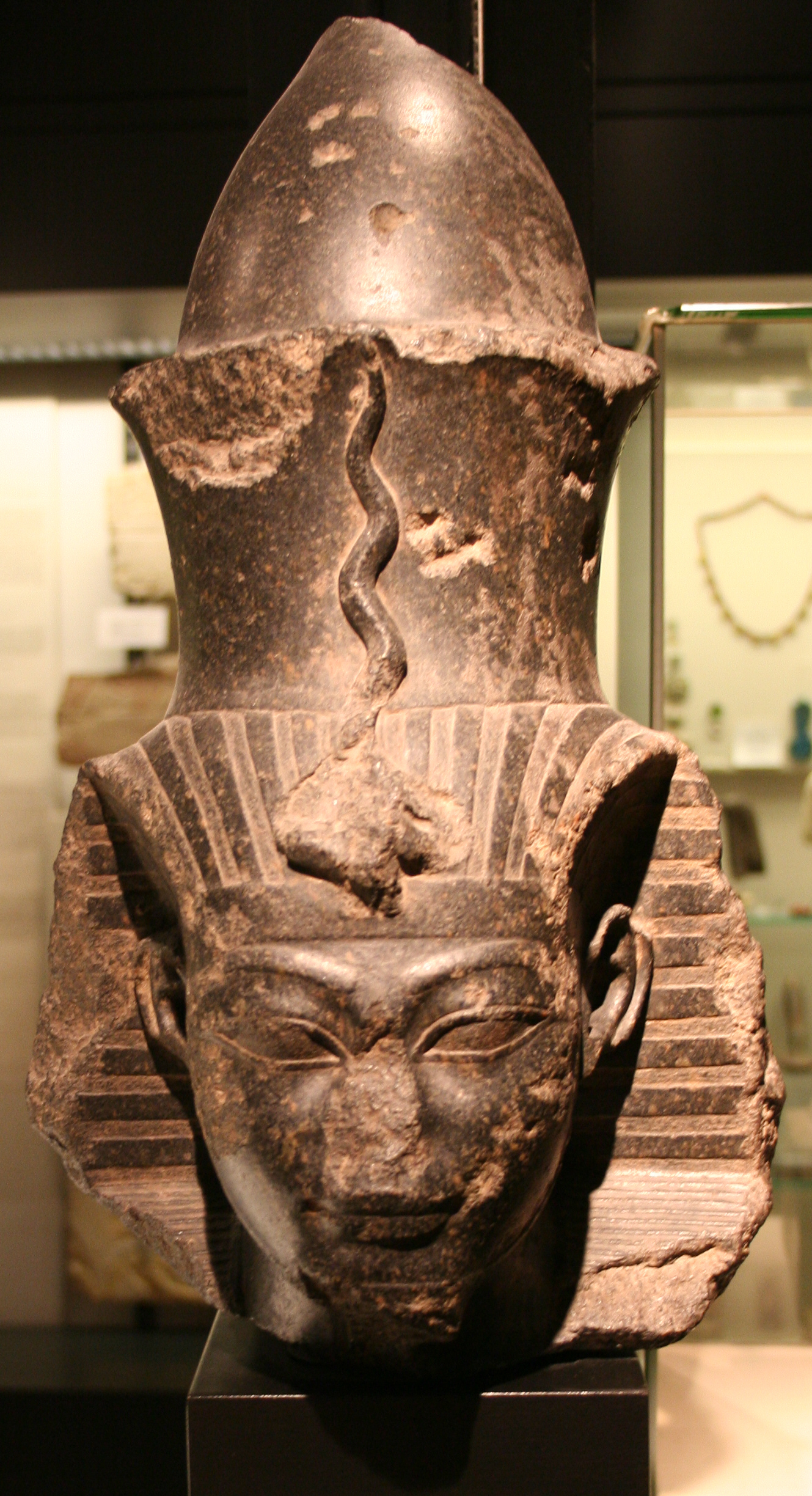
Testa di Amenofi III. Museum August Kestner, Hannover.
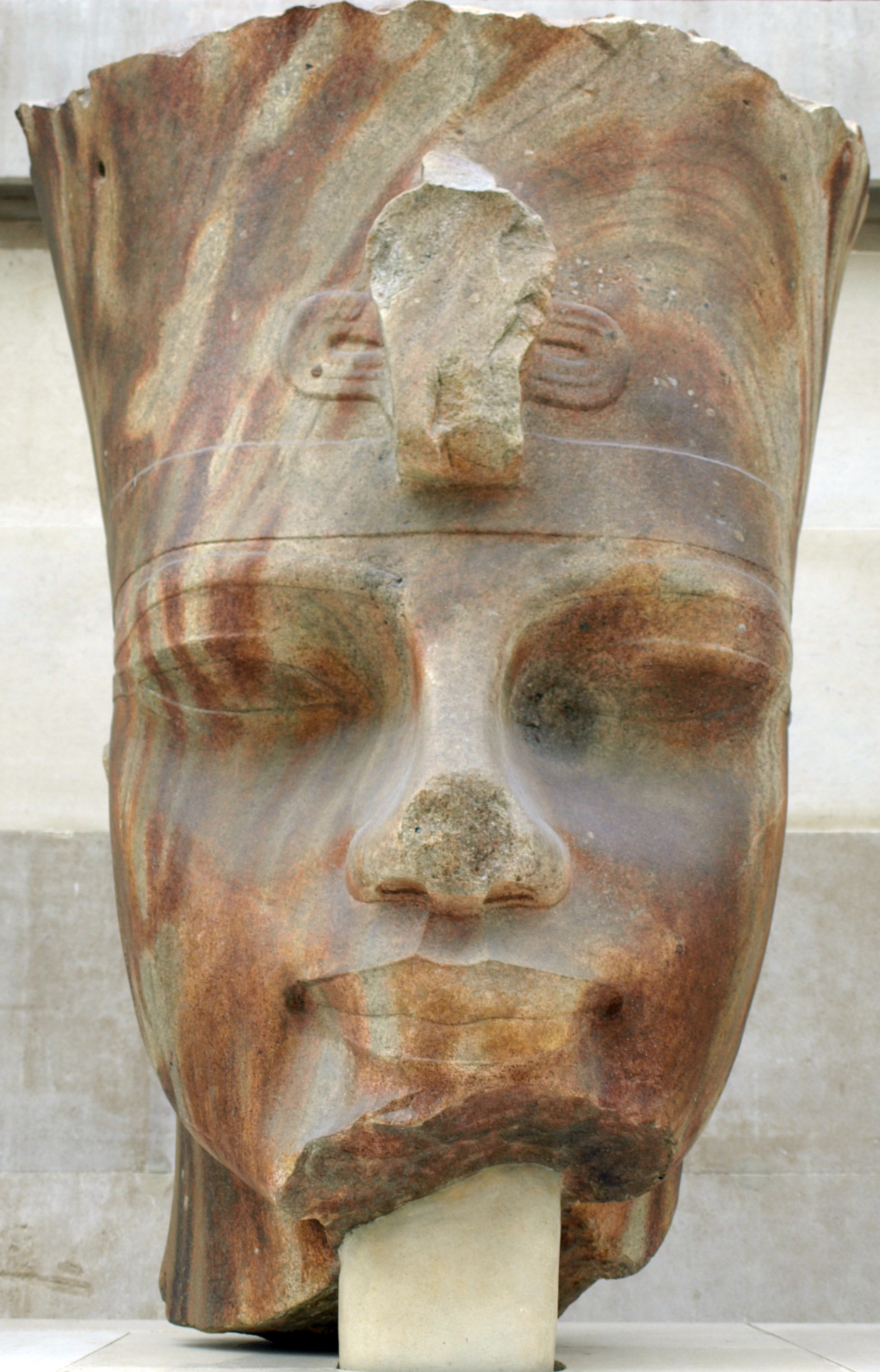
Testa colossale di Amenofi III in quarzite. British Museum, Londra.
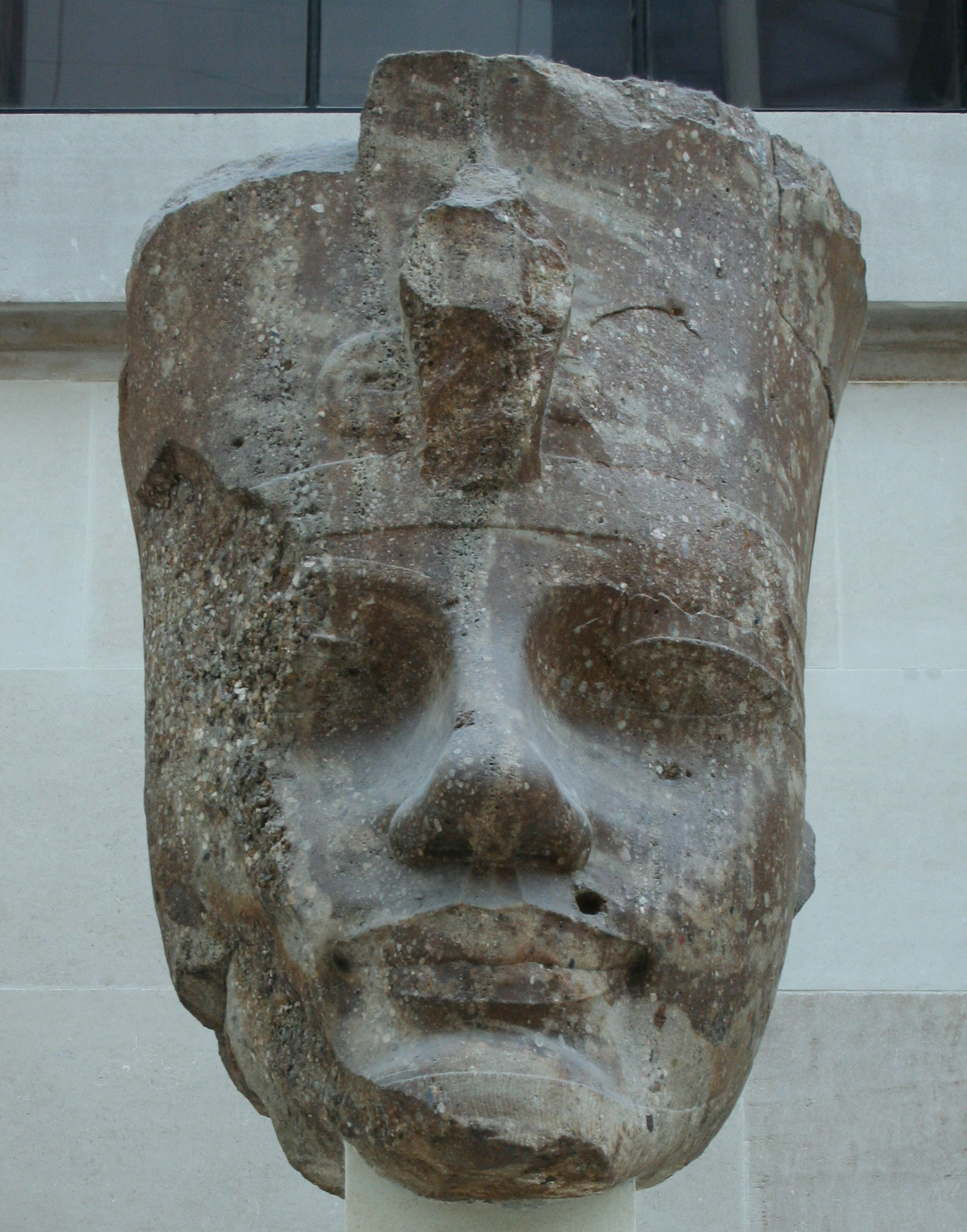
Testa colossale di Amenofi III in quarzite. British Museum, Londra.
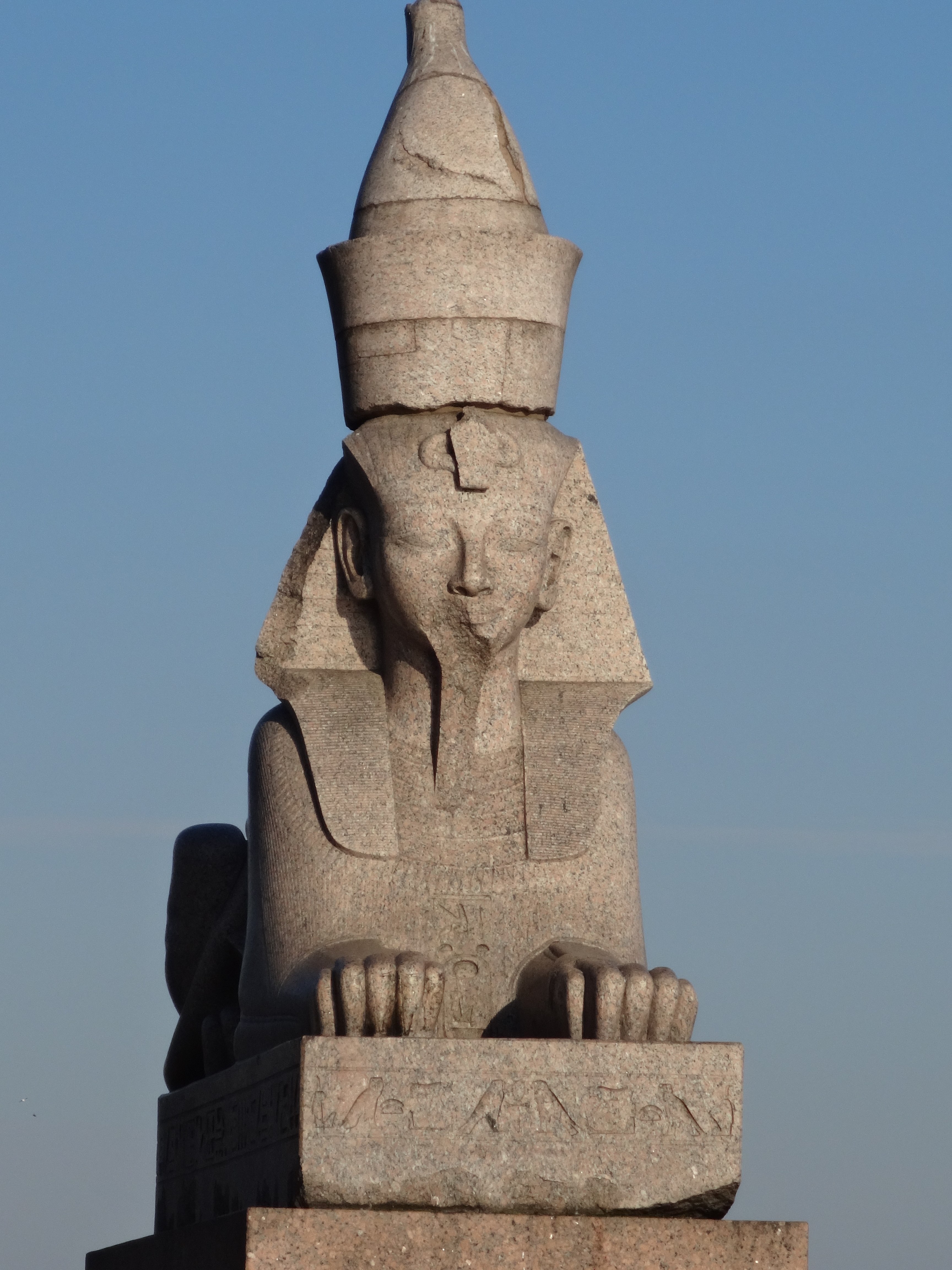
Sfinge di Amenofi III a San Pietroburgo.
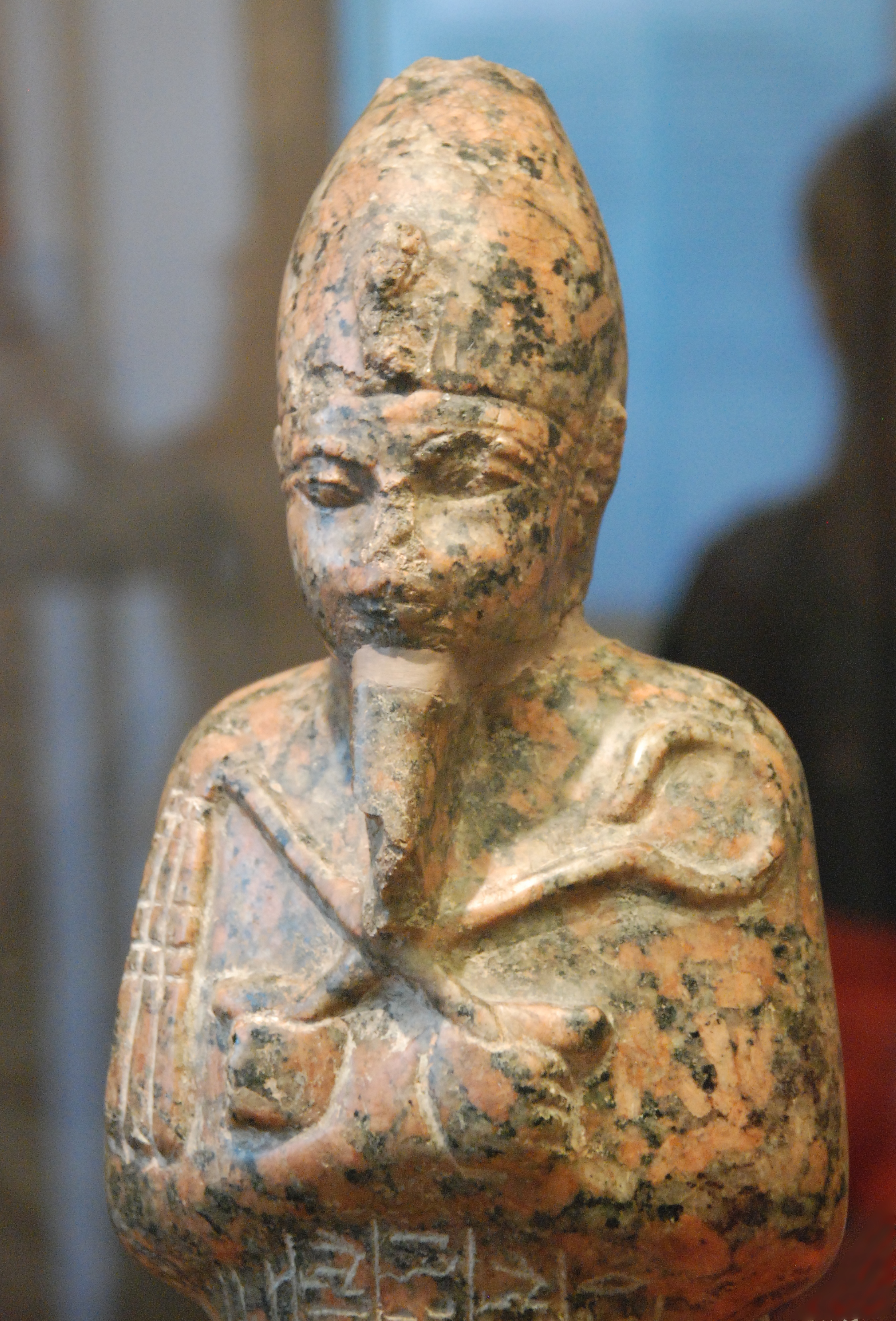
Ushabti di Amenofi III in granito. Museo del Louvre, Parigi.
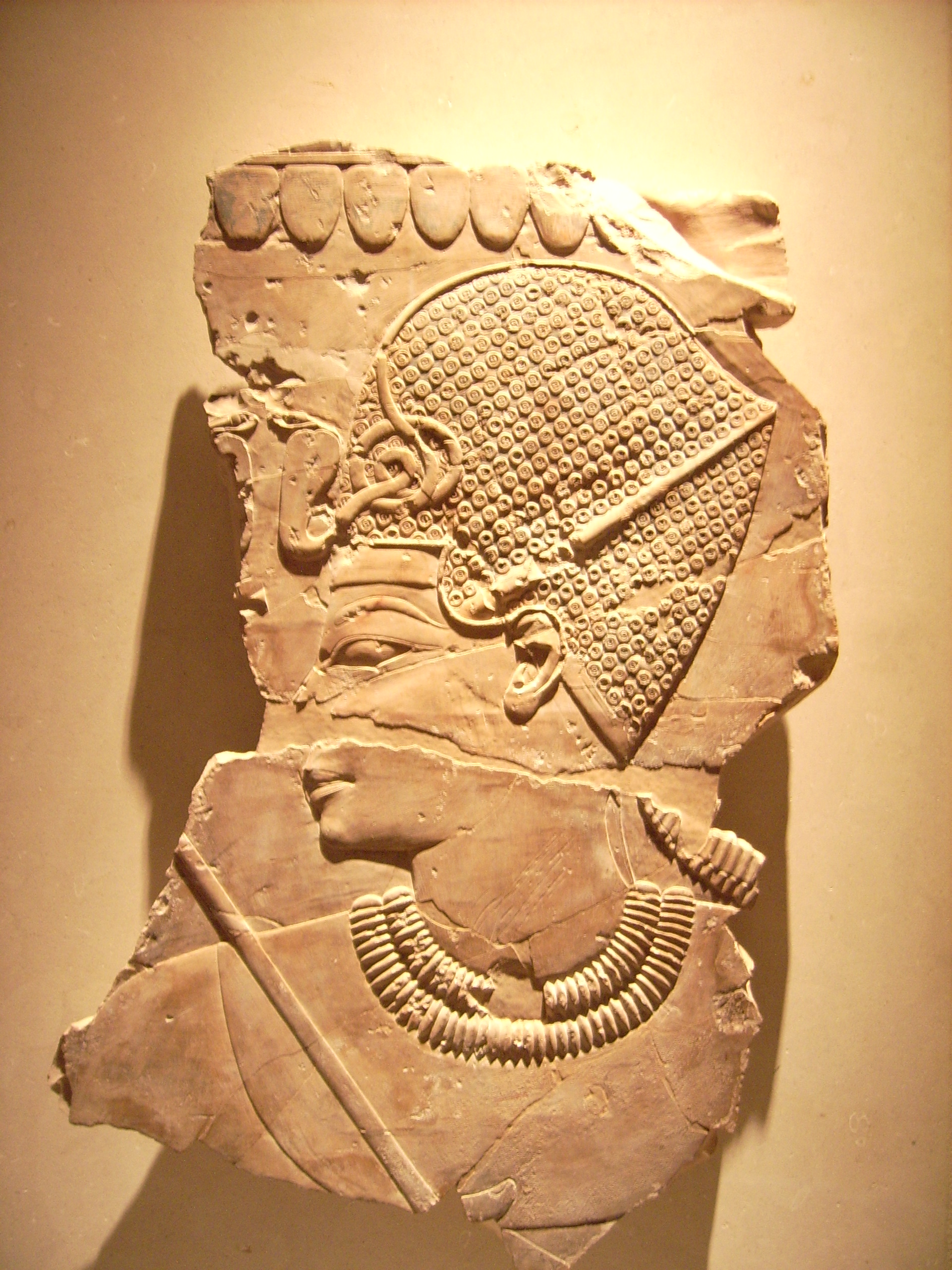
Rilievo frammentario di Amenofi III. Ägyptisches Museum und Papyrussammlung, Neues Museum, Berlino.
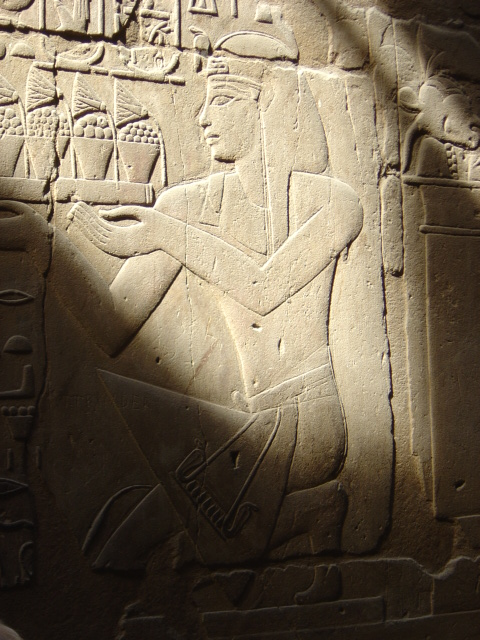
Rilievo di Amenofi III nel Tempio di Luxor.
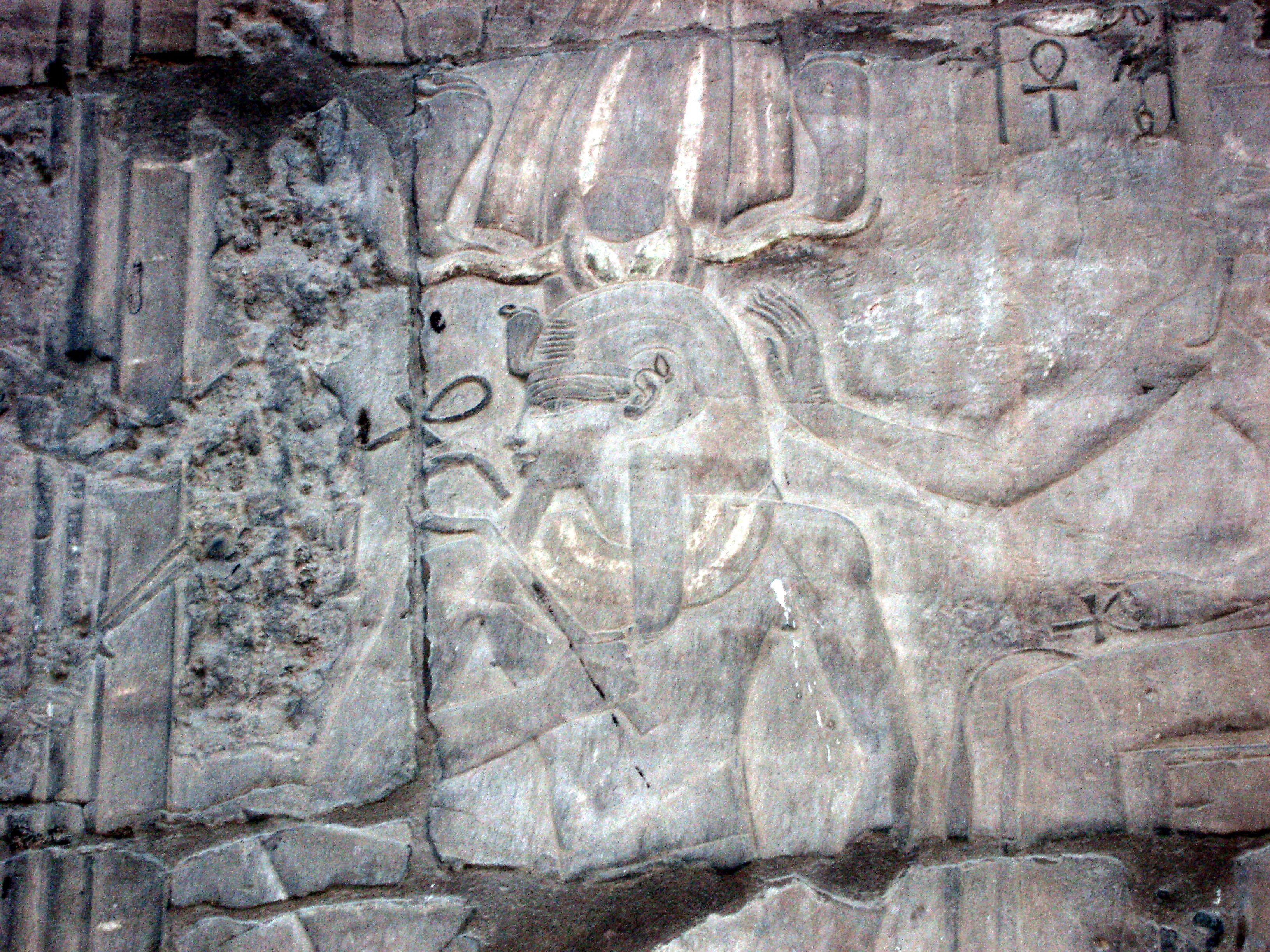
Rilievo di Amenofi III nel Tempio di Luxor.
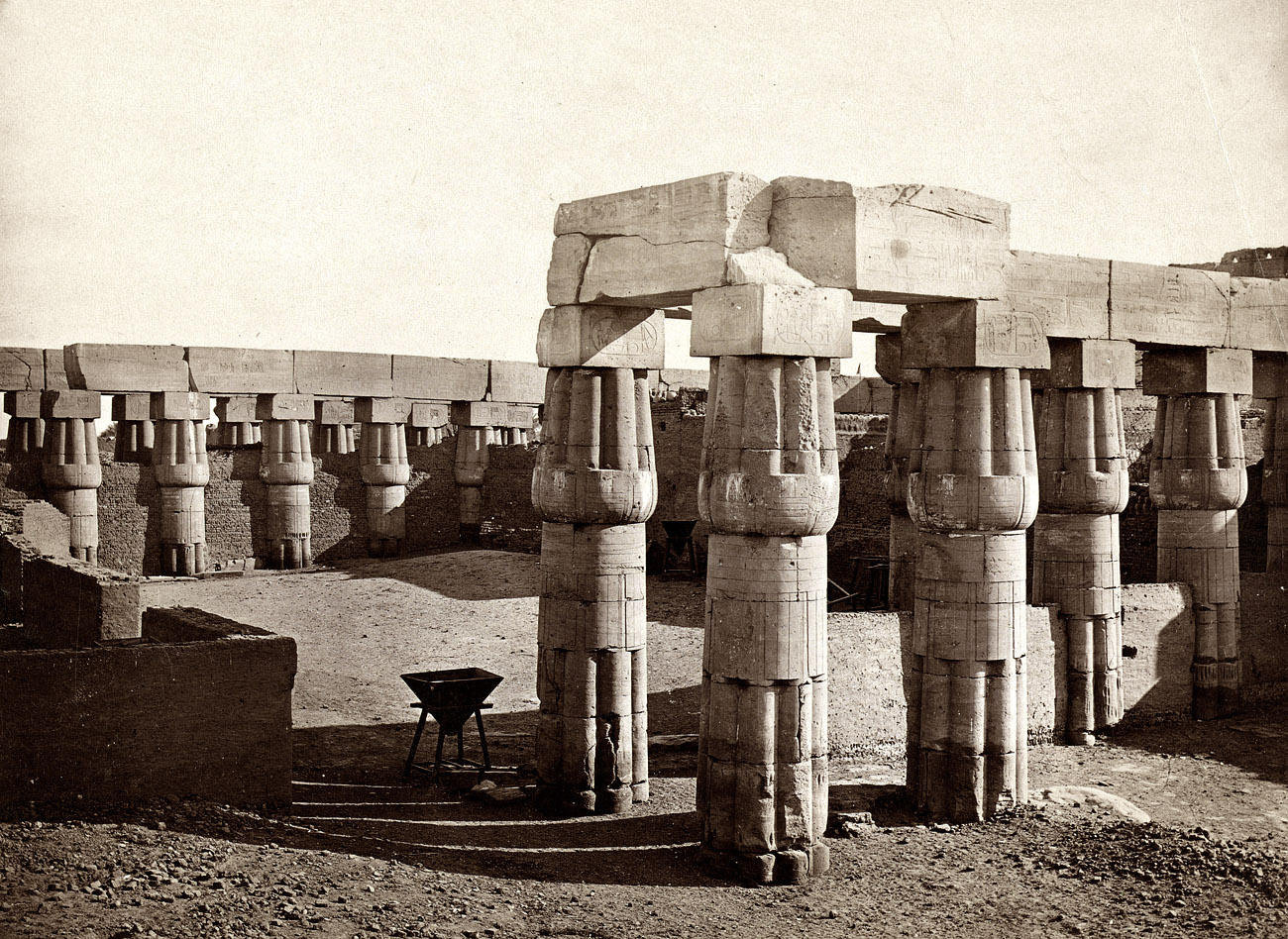
Fotografia d'epoca del cosiddetto Cortile di Amenofi III nel Tempio di Luxor.
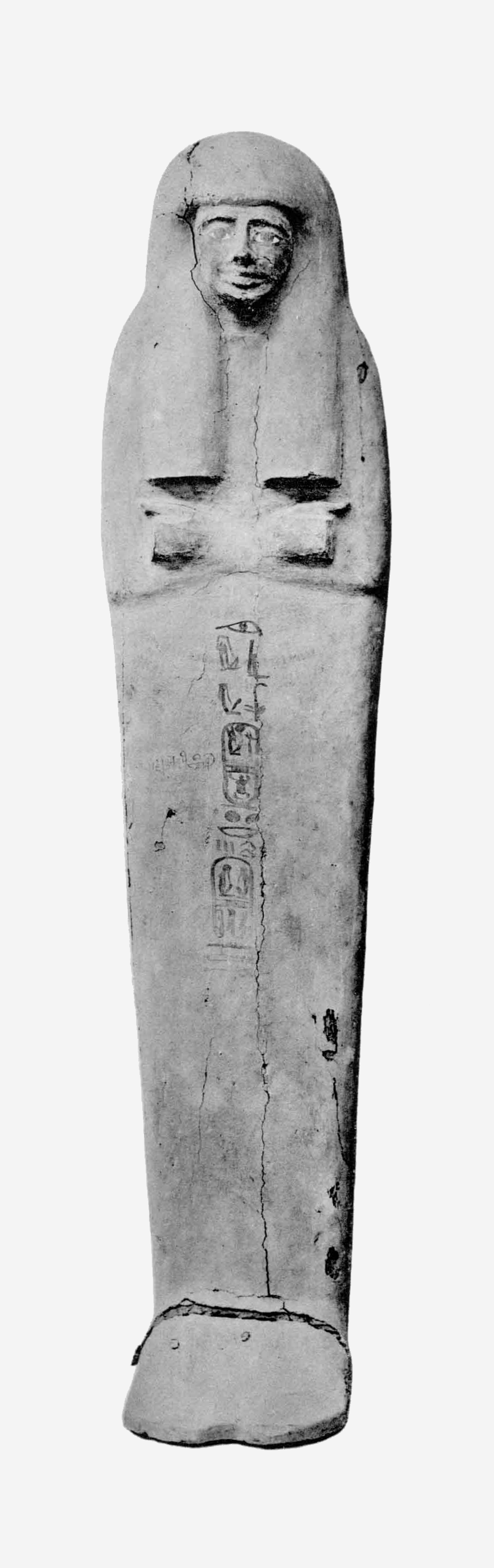
Il sarcofago, non originale, in cui fu rinvenuta la mummia di Amenofi III.

## Liste Reali
| N5 | C10 | nb |

| N5 | C10 | nb |

| N5 | C10 | nb |

| N5 | C10 | nb |

| N5 | C10 | nb |

| N5 | C10 | nb |

| N5 | C10 | nb |

| N5 | C10 | nb |

| N5 | C10 | nb |

| N5 | C10 | nb |

| N5 | C10 | nb |

| N5 | C10 | nb |

| N5 | C10 | nb |

| N5 | C10 | nb |

| N5 | C10 | nb |

| N5 | C10 | nb |

## Titolatura
| G5 |

| G5 |

| E1 · D40 | N28 | m | C10 |

| E1 · D40 | N28 | m | C10 |

| E1 · D40 | N28 | m | C10 |

| E1 · D40 | N28 | m | C10 |

| G5 |

| G5 |

| E1 · D40 | N28 | m | C10 |

| E1 · D40 | N28 | m | C10 |

| E1 · D40 | N28 | m | C10 |

| E1 · D40 | N28 | m | C10 |

| G16 |

| G16 |

| s | mn · n · Y1 | O4 · p | G43 | Y1 · Z2 | s | W11 · r | V28 | D36 · N17 · N17 |

| s | mn · n · Y1 | O4 · p | G43 | Y1 · Z2 | s | W11 · r | V28 | D36 · N17 · N17 |

| s | mn · n · Y1 | O4 · p | G43 | Y1 · Z2 | s | W11 · r | V28 | D36 · N17 · N17 |

| s | mn · n · Y1 | O4 · p | G43 | Y1 · Z2 | s | W11 · r | V28 | D36 · N17 · N17 |

| G16 |

| G16 |

| s | mn · n · Y1 | O4 · p | G43 | Y1 · Z2 | s | W11 · r | V28 | D36 · N17 · N17 |

| s | mn · n · Y1 | O4 · p | G43 | Y1 · Z2 | s | W11 · r | V28 | D36 · N17 · N17 |

| s | mn · n · Y1 | O4 · p | G43 | Y1 · Z2 | s | W11 · r | V28 | D36 · N17 · N17 |

| s | mn · n · Y1 | O4 · p | G43 | Y1 · Z2 | s | W11 · r | V28 | D36 · N17 · N17 |

| G8 |

| G8 |

| O29 · D36 · F23 | V28 | A24 | S22 · t · t | G21 · Z2 |

| O29 · D36 · F23 | V28 | A24 | S22 · t · t | G21 · Z2 |

| O29 · D36 · F23 | V28 | A24 | S22 · t · t | G21 · Z2 |

| O29 · D36 · F23 | V28 | A24 | S22 · t · t | G21 · Z2 |

| G8 |

| G8 |

| O29 · D36 · F23 | V28 | A24 | S22 · t · t | G21 · Z2 |

| O29 · D36 · F23 | V28 | A24 | S22 · t · t | G21 · Z2 |

| O29 · D36 · F23 | V28 | A24 | S22 · t · t | G21 · Z2 |

| O29 · D36 · F23 | V28 | A24 | S22 · t · t | G21 · Z2 |

| M23 | L2 |

| M23 | L2 |

| N5 | C10 | nb |

| N5 | C10 | nb |

| N5 | C10 | nb |

| N5 | C10 | nb |

| M23 | L2 |

| M23 | L2 |

| N5 | C10 | nb |

| N5 | C10 | nb |

| N5 | C10 | nb |

| N5 | C10 | nb |

| G39 | N5 |

| G39 | N5 |

| i | mn · n | R4 · t · p |

| i | mn · n | R4 · t · p |

| i | mn · n | R4 · t · p |

| i | mn · n | R4 · t · p |

| G39 | N5 |

| G39 | N5 |

| i | mn · n | R4 · t · p |

| i | mn · n | R4 · t · p |

| i | mn · n | R4 · t · p |

| i | mn · n | R4 · t · p |

| G5 |

| G5 |

| E1 · D40 | N28 | m | C10 |

| E1 · D40 | N28 | m | C10 |

| E1 · D40 | N28 | m | C10 |

| E1 · D40 | N28 | m | C10 |

| G5 |

| G5 |

| E1 · D40 | N28 | m | C10 |

| E1 · D40 | N28 | m | C10 |

| E1 · D40 | N28 | m | C10 |

| E1 · D40 | N28 | m | C10 |

| G16 |

| G16 |

| s | mn · n · Y1 | O4 · p | G43 | Y1 · Z2 | s | W11 · r | V28 | D36 · N17 · N17 |

| s | mn · n · Y1 | O4 · p | G43 | Y1 · Z2 | s | W11 · r | V28 | D36 · N17 · N17 |

| s | mn · n · Y1 | O4 · p | G43 | Y1 · Z2 | s | W11 · r | V28 | D36 · N17 · N17 |

| s | mn · n · Y1 | O4 · p | G43 | Y1 · Z2 | s | W11 · r | V28 | D36 · N17 · N17 |

| G16 |

| G16 |

| s | mn · n · Y1 | O4 · p | G43 | Y1 · Z2 | s | W11 · r | V28 | D36 · N17 · N17 |

| s | mn · n · Y1 | O4 · p | G43 | Y1 · Z2 | s | W11 · r | V28 | D36 · N17 · N17 |

| s | mn · n · Y1 | O4 · p | G43 | Y1 · Z2 | s | W11 · r | V28 | D36 · N17 · N17 |

| s | mn · n · Y1 | O4 · p | G43 | Y1 · Z2 | s | W11 · r | V28 | D36 · N17 · N17 |

| G8 |

| G8 |

| O29 · D36 · F23 | V28 | A24 | S22 · t · t | G21 · Z2 |

| O29 · D36 · F23 | V28 | A24 | S22 · t · t | G21 · Z2 |

| O29 · D36 · F23 | V28 | A24 | S22 · t · t | G21 · Z2 |

| O29 · D36 · F23 | V28 | A24 | S22 · t · t | G21 · Z2 |

| G8 |

| G8 |

| O29 · D36 · F23 | V28 | A24 | S22 · t · t | G21 · Z2 |

| O29 · D36 · F23 | V28 | A24 | S22 · t · t | G21 · Z2 |

| O29 · D36 · F23 | V28 | A24 | S22 · t · t | G21 · Z2 |

| O29 · D36 · F23 | V28 | A24 | S22 · t · t | G21 · Z2 |

| M23 | L2 |

| M23 | L2 |

| N5 | C10 | nb |

| N5 | C10 | nb |

| N5 | C10 | nb |

| N5 | C10 | nb |

| M23 | L2 |

| M23 | L2 |

| N5 | C10 | nb |

| N5 | C10 | nb |

| N5 | C10 | nb |

| N5 | C10 | nb |

| G39 | N5 |

| G39 | N5 |

| i | mn · n | R4 · t · p |

| i | mn · n | R4 · t · p |

| i | mn · n | R4 · t · p |

| i | mn · n | R4 · t · p |

| G39 | N5 |

| G39 | N5 |

| i | mn · n | R4 · t · p |

| i | mn · n | R4 · t · p |

| i | mn · n | R4 · t · p |

| i | mn · n | R4 · t · p |